# Metro Moskau
Die Metro Moskau (russisch Московский метрополитен / Transkription Moskowski metropoliten, umgangssprachlich Московское метро / Moskowskoje metro), die 1935 eröffnet wurde, ist die U-Bahn der russischen Hauptstadt Moskau. Sie gehört zu den U-Bahn-Systemen mit den tiefsten Tunneln und Stationen der Welt und ist mit rund 2,8 Milliarden Fahrgästen jährlich (Stand: 2020) auch eine der am stärksten in Anspruch genommenen U-Bahnen weltweit. Die Stationen der Moskauer Metro sind aufgrund ihrer teilweise sehr anspruchsvollen Architektur als unterirdische Paläste bekannt. Die Moskauer Metro hat mit einer Streckenlänge von 472 Kilometern das größte Streckennetz Europas, vor der London Underground (402 km).

## Allgemeines

### Linien
Die Moskauer Metro, betrieben vom Staatlichen unitaren Unternehmen „Moskauer Metro“, russisch Государственное унитарное предприятие «Московский метрополитен», transkribiert Gossudarstwennoje unitarnoje predprijatije Moskowski metropoliten, verfügt über ein 466 Kilometer langes Liniennetz mit 263 Stationen, das fortlaufend erweitert wird. Die Nummerierung der Linien folgt im Wesentlichen chronologisch dem Zeitpunkt der Eröffnung des jeweils ersten Linienabschnittes bzw. bei den Linien 4 und 11/11a dem Zeitpunkt der Ausgliederung als eigenständige Linie. Die Linie 11 Bolschaja-Kolzewa ist mit einer Streckenlänge von 57,5 Kilometern die längste, die zuletzt eröffnete Linie 16 Troizkaja mit 7,2 Kilometern die kürzeste Linie.
Die Metro wird täglich von bis zu neun Millionen Fahrgästen genutzt. Die Züge verkehren zwischen 5:30 Uhr morgens und 2:00 Uhr in der Nacht. Die Eingänge der Stationen und die Umsteigetunnel werden in der Regel zwischen 5:30 und 5:40 Uhr morgens geöffnet und um 1:00 Uhr nachts geschlossen; die Ausgänge bleiben etwas länger geöffnet, da die letzten Züge, je nach Linie und Lage der Station, noch mit Fahrgästen besetzt sind. In den Hauptverkehrszeiten (7:00 bis 10:00 Uhr sowie 17:00 bis 20:00 Uhr) fahren die Züge auf den meisten Linien in einem Abstand von 1,5 bis 3 Minuten, sonst alle 2 bis 4 Minuten, nach Mitternacht nur noch alle 5 bis 10 Minuten.
| Nummer | Linienname                            | Strecke                                                              | Eröffnungsjahr                                         | Länge               | Stationen |
| ------ | ------------------------------------- | -------------------------------------------------------------------- | ------------------------------------------------------ | ------------------- | --------- |
|        | Sokolnitscheskaja                     | Bulwar Rokossowskowo ↔ Potapowo                                      | 1935                                                   | 46,0 km             | 27        |
|        | Samoskworezkaja                       | Chowrino ↔ Alma-Atinskaja                                            | 1938                                                   | 42,8 km             | 24        |
|        | Arbatsko-Pokrowskaja                  | Pjatnizkoje Schosse ↔ Schtscholkowskaja                              | 1938                                                   | 45,1 km             | 22        |
|        | Filjowskaja                           | Alexandrowski Sad ↔ Kunzewskaja Alexandrowski Sad ↔ Meschdunarodnaja | 1935*                                                  | 14,9 km             | 13        |
|        | Kolzewaja                             | (Ringlinie) Kurskaja – Park Kultury – Kurskaja                       | 1950                                                   | 19,3 km             | 12        |
|        | Kaluschsko-Rischskaja                 | Medwedkowo ↔ Nowojassenewskaja                                       | 1958                                                   | 37,6 km             | 24        |
|        | Tagansko-Krasnopresnenskaja           | Planernaja ↔ Kotelniki                                               | 1966                                                   | 42,2 km             | 23        |
|        | Kalininsko-Solnzewskaja (Ost)         | Tretjakowskaja ↔ Nowokossino                                         | 1979                                                   | 16,5 km             | 8         |
|        | Kalininsko-Solnzewskaja (West)        | Delowoi Zentr ↔ Aeroport Wnukowo                                     | 1979                                                   | 28,4 km             | 14        |
|        | Serpuchowsko-Timirjasewskaja          | Altufjewo ↔ Bulwar Dmitrija Donskowo                                 | 1983                                                   | 41,2 km             | 25        |
|        | Ljublinsko-Dmitrowskaja               | Fistech ↔ Sjablikowo                                                 | 1995                                                   | 44,4 km             | 26        |
|        | Bolschaja Kolzewaja / Große Ringlinie | (Ringlinie) Sawjolowskaja – Kachowskaja – Sawjolowskaja              | 1969 (Kachowskaja-Linie), 2018–2023 (Rest der Linie)** | 57,5 km (Ringlinie) | 29        |
|        | Zweiglinie der Bolschaja Kolzewaja*** | Delovoy Tsentr ↔ Shelepikha                                          | 2018                                                   | 05,0 km             | 2         |
|        | Butowskaja                            | Bitzewski Park ↔ Buninskaja Alleja                                   | 2003                                                   | 10,0 km             | 7         |
|        | Nekrassowskaja                        | Nischegorodskaja ↔ Nekrassowka                                       | 2019                                                   | 22,3 km             | 8         |
|        | Troizkaja                             | Nowatorskaja ↔ Nowomoskowskaja                                       | 2024                                                   | 14,0 km             | 7         |

* Die Linie 4 war von 1935 bis 1938 Teil (Abzweig) der Linie 1 und von 1938 bis 1953 Teil der Linie 3. Danach stillgelegt, 1958 wieder eröffnet und mit der Inbetriebnahme des Abschnitts bis zur Station Kutusowskaja als selbstständige Linie (Filjowskaja) weitergeführt

** Die Linie 11 wurde 1969 als Teilstück der Linie 2 eröffnet und war ab 1984 Abzweig, ab 1995 eigene Linie. Die Linie wurde 2019 geschlossen und 2023 als Teilstück der Bolschaja Kolzewaja wiedereröffnet.

*** Ist derzeit geschlossen. Es wird geplant, den Abzweig von der Linie 11 zu trennen und bis 2028 zur Linie 17 auszubauen

Auf offiziellen Metro-Linienplänen wurde zudem die im Juni 2025 stillgelegte Monorail Moskau als Linie 13 und wird die Ring-S-Bahn (Kleiner Moskauer Eisenbahnring) als Linie 14 bezeichnet. Da es sich bei diesen beiden Verkehrssystemen trotz des gleichen Tarifsystems um keine U-Bahnen handelt und sie über eine völlig andere technische Infrastruktur verfügen, sollen sie im Folgenden nicht als Teil der Metro Moskau betrachtet werden.

### Stationen
Das Moskauer Metrosystem rühmt sich damit, unterirdische Paläste für das Volk zu besitzen. Zahlreiche Stationen sind aufgrund ihrer Prägung durch den sozialistischen Klassizismus zu Zeiten Stalins prunkvoll ausgestattet. Einige dieser Stationen sind detailreich und werden in diversen Reiseführern als besonders sehenswert eingestuft. Allerdings ist ein Großteil der Stationen, vor allem außerhalb des Zentrums, in einem sehr schlichten, sachlichen Stil gehalten.

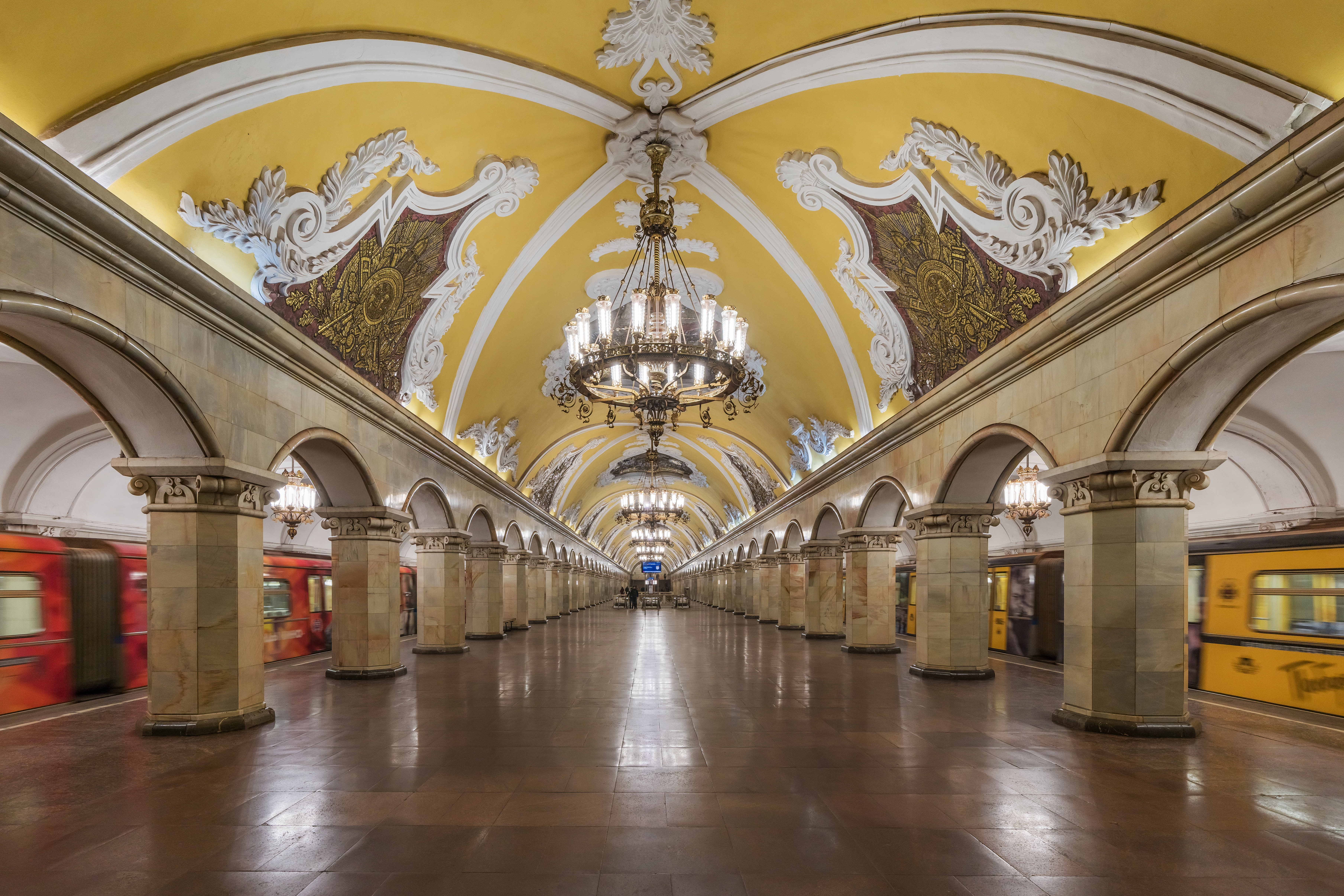
Station Komsomolskaja

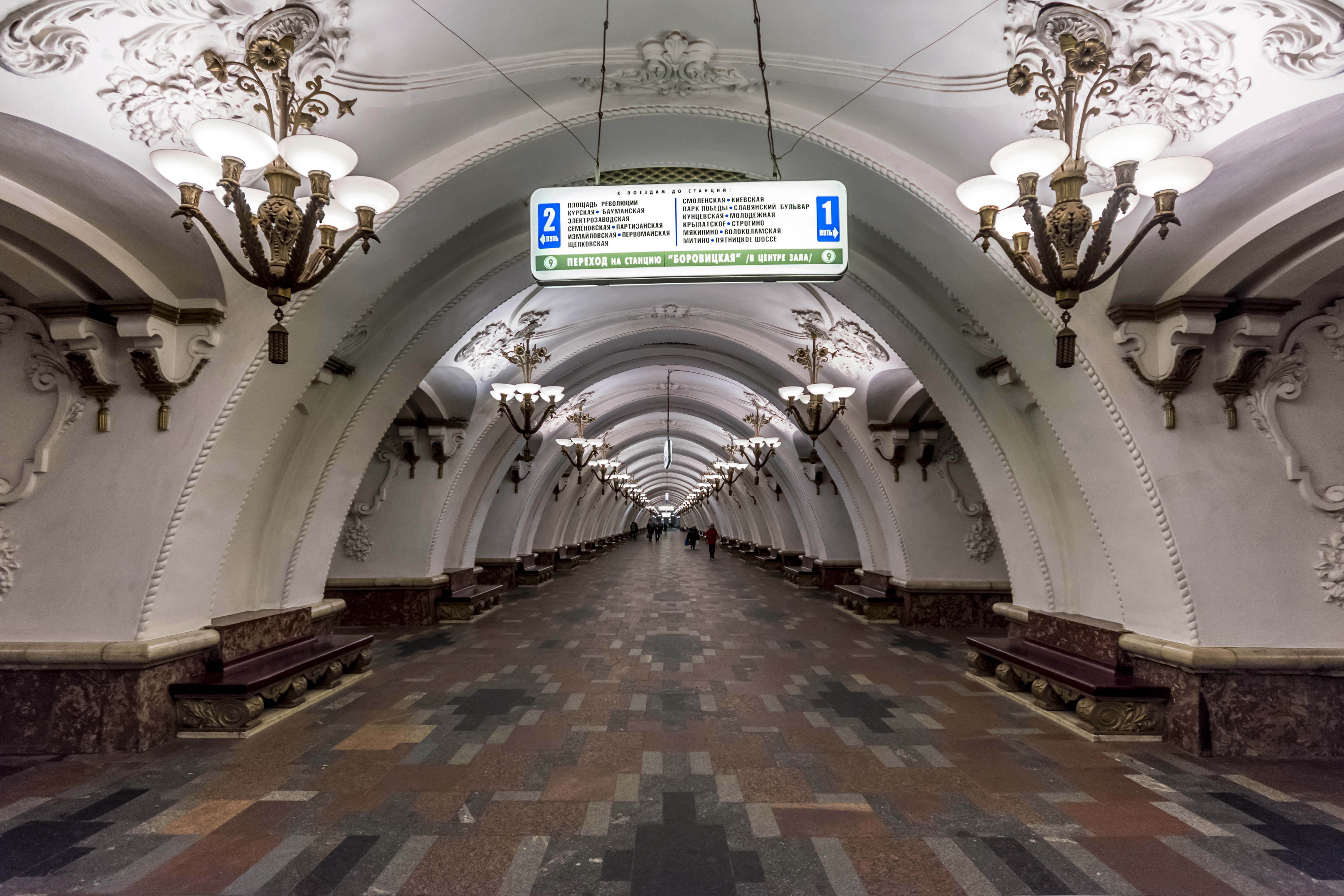
Station Arbatskaja der Linie 3

Die Station Komsomolskaja der Ringlinie wird oftmals als die schönste Station im gesamten Metronetz angesehen. Der 1952 eröffnete Haltepunkt befindet sich unterhalb des Komsomolskaja-Platzes, direkt am Leningrader, am Jaroslawler und am Kasaner Bahnhof. Die 72 achteckigen Pfeiler im Bahnsteigbereich, die allesamt mit hellem Marmor verkleidet sind, haben neben der stützenden Funktion den Charakter eines Dekorationsmittels. Auf den Kapitellen liegen Rundbögen auf, die beim Metronutzer den Eindruck erwecken, beim Gang zu den Gleisen ein Rundtor zu passieren. Der Deckenbereich ist mit mehreren großen Kronleuchtern verziert. Zwischen diesen geben acht Monumentalmosaiken, jeweils aus 300.000 einzelnen Teilen bestehend und durch Stuck umrahmt, Szenerien der russischen Geschichte wieder. Damit wird ein nahezu barockes Erscheinungsbild erzeugt. Die Metrostation umfasst auch mehrere oberirdische Passagen.
Der U-Bahnhof Kiewskaja der Ringlinie, zugleich Umsteigestation zu den Linien 3 und 4 unterhalb des namensgebenden Kiewer Bahnhofs, stellt in Mosaiken die Freundschaft zwischen Russland und der Ukraine dar. Thematisiert werden dabei unter anderem der Anschluss der Ukraine an Russland sowie die Befreiung Kiews im Zweiten Weltkrieg. Weiterhin sind neben den Kronleuchtern besonders die skulptierten Arkaden sehenswert.

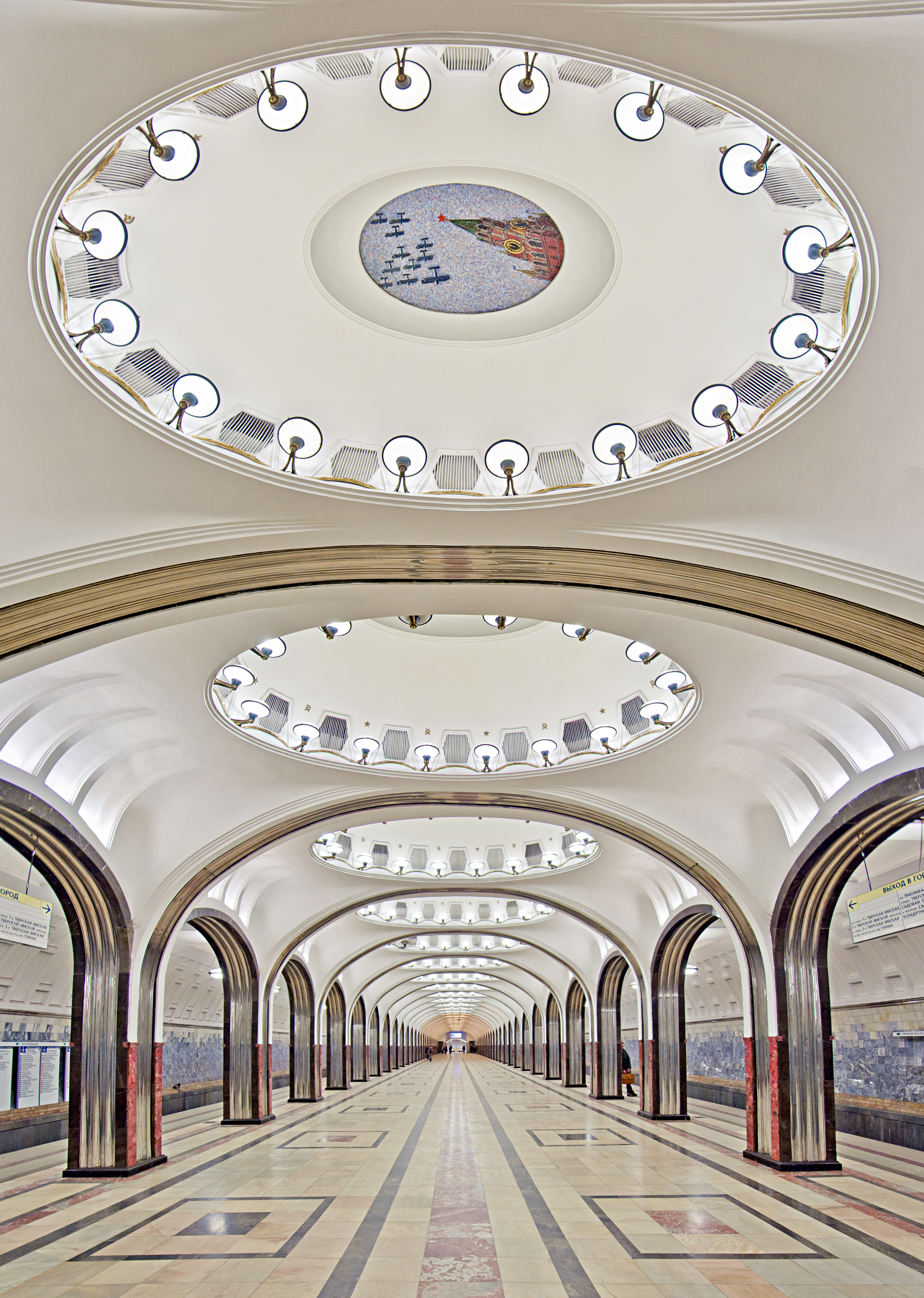
Station Majakowskaja

Die nach Wladimir Majakowski benannte U-Bahn-Station Majakowskaja thematisiert in ihrer künstlerischen Umsetzung durch mehr als 30 Gewölbemosaike die Luftfahrt der Sowjetunion. Die mit fluoreszierenden Materialien versehenen und indirekt beleuchteten Mosaike sollen eine beeindruckende Raumwirkung erzeugen. Dieser U-Bahnhof erhielt in New York den Grand Prix für Architektur. Weiterhin besitzt dieser Bahnhof einen Flüsterbogen, durch dessen optimale Akustik leise gesprochene Worte auch an der anderen Seite der Station deutlich zu hören sind.
Der kürzeste Abstand liegt mit 500 Metern zwischen den Stationen Wystawotschnaja und Meschdunarodnaja der Linie 4, der mit Abstand längste mit 6,625 Kilometern zwischen den Stationen Krylatskoje und Strogino der Linie 3. Im Durchschnitt liegen die Stationen 1800 Meter auseinander. Diese vergleichsweise niedrige Stationsdichte in Verbindung mit der hohen Geschwindigkeit der Züge (fast 100 km/h) ermöglicht es, große Entfernungen in der Stadt konkurrenzlos schnell zurückzulegen. Die Moskauer U-Bahn gilt als die schnellste der Welt.

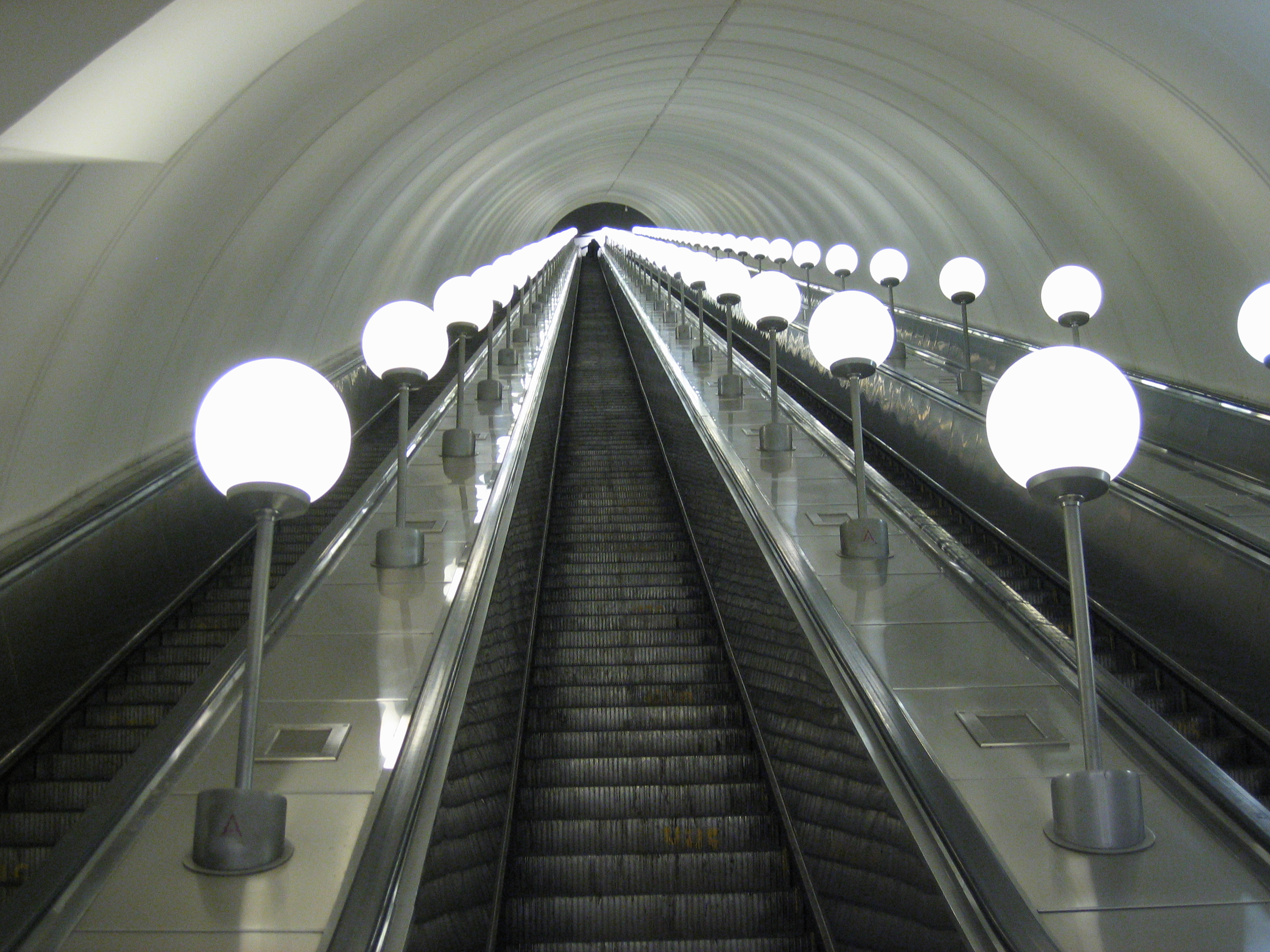
Die vier Rolltreppen der Station Park Pobedy – mit je 126 Metern zwischen 2003 und 2011 die längsten weltweit

Da viele Stationen sehr tief liegen, wurden lange, besonders schnell fahrende Rolltreppen installiert. Die Station Park Pobedy (Linie 3) liegt 84 Meter unter der Oberfläche und verfügte nach Angaben der Metro über die weltweit längsten Rolltreppen (126 m, 740 Stufen; übertroffen 2011 durch die 137 m langen Rolltreppen der Station Admiralteiskaja der Metro Sankt Petersburg). In manchen Stationen dauert es bis zu drei Minuten, bis man Oberflächen- bzw. Bahnsteigniveau erreicht. Seit dem Bau der Metro 1935 war vorgesehen, das Metrosystem auch als Luftschutzbunker zu nutzen, was die große Bautiefe erklärt. Im Kalten Krieg wurde die Metro mit hermetisch verschließbaren Toren ausgestattet, um im Falle eines Atomschlags als sichere Schutzräume dienen zu können.
Der Zugang zu den Bahnsteigen wird durch Zugangssperren geregelt, die das Durchqueren erst nach Anlegen einer Smartcard mit einem eingebauten Chip gestatten. Bei älteren Modellen dieser Schranken besteht die Besonderheit, dass sich nicht – wie in anderen U-Bahnen mit Zugangssperren üblich – eine Absperrung öffnet, sondern der geöffnete Zugang gesperrt wird, wenn man versucht, ohne Ticket zu passieren. Neue bzw. renovierte Stationen sind aber mit modernen Schranken (siehe Foto) ausgestattet, die sich nach Anlegen einer gültigen Fahrkarte öffnen. Zugangssperren wurden in der Moskauer Metro ab 1958 an allen Stationen installiert und lösten die bis dahin noch üblichen Schaffner in den Zügen ab.

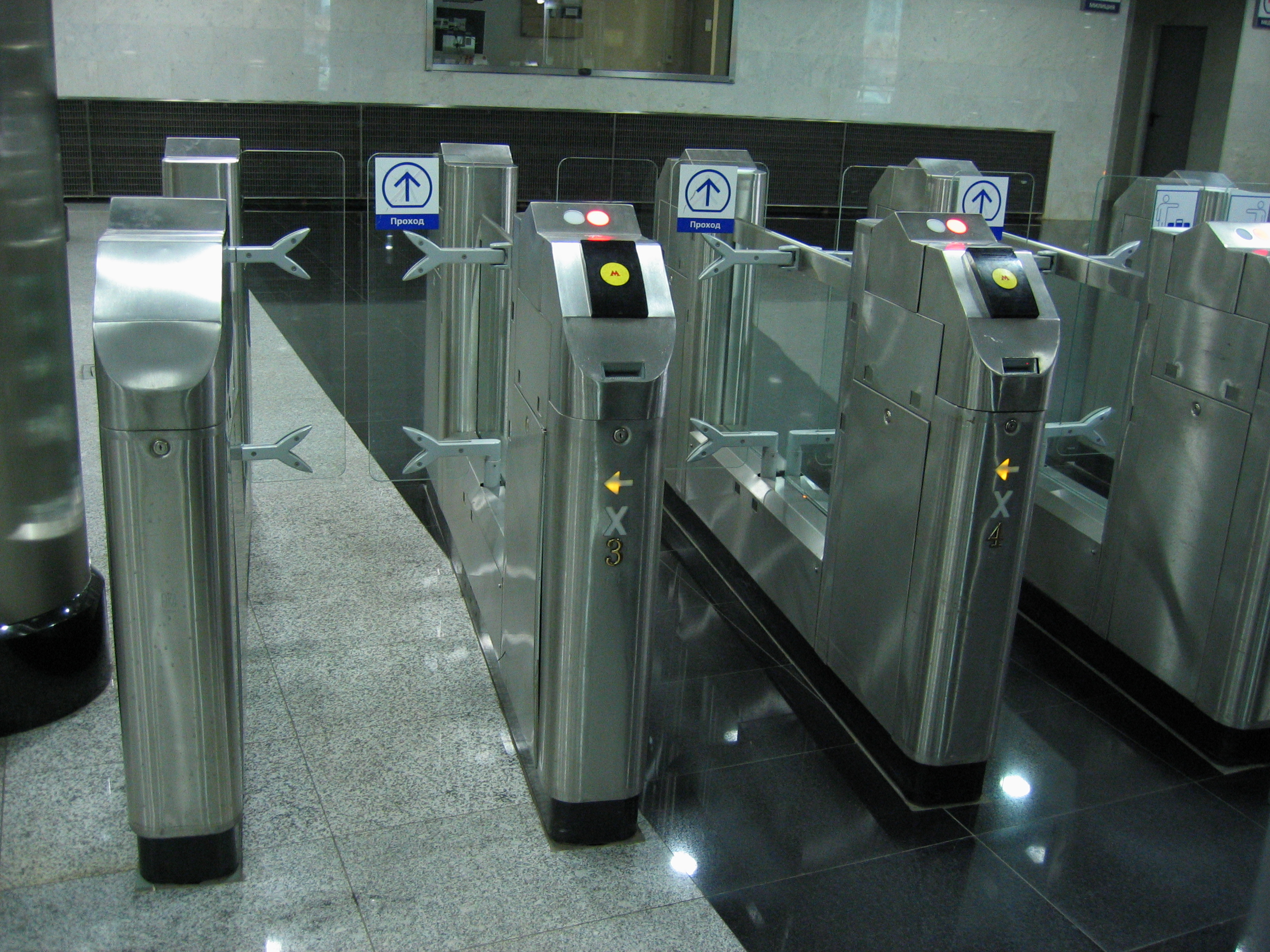
Zugangsschranken an einem Stationseingang

Sämtliche Bahnhöfe haben neben den Bahnsteigen auch Erste-Hilfe-Zimmer sowie eine Polizeistation. Mitte der 2000er-Jahre wurden außerdem alle Stationen der Moskauer Metro mit Überwachungskameras ausgestattet, deren Aufnahmen in die jeweiligen Polizeistationen überspielt werden; zusätzlich wurden an Stationsbahnsteigen Informations- und Notrufsäulen aufgestellt. Um Terroranschlägen besser vorzubeugen, wurden bereits Anfang der 1990er-Jahre sämtliche Abfallkörbe von den Bahnsteigen und Stationssälen entfernt und in den 2010er-Jahren wurden zudem Metalldetektoren und Röntgengeräte zur Personen- bzw. Gepäckkontrolle an Stationseingängen aufgestellt, wovon allerdings bislang nur stichprobenweise Gebrauch gemacht wird.

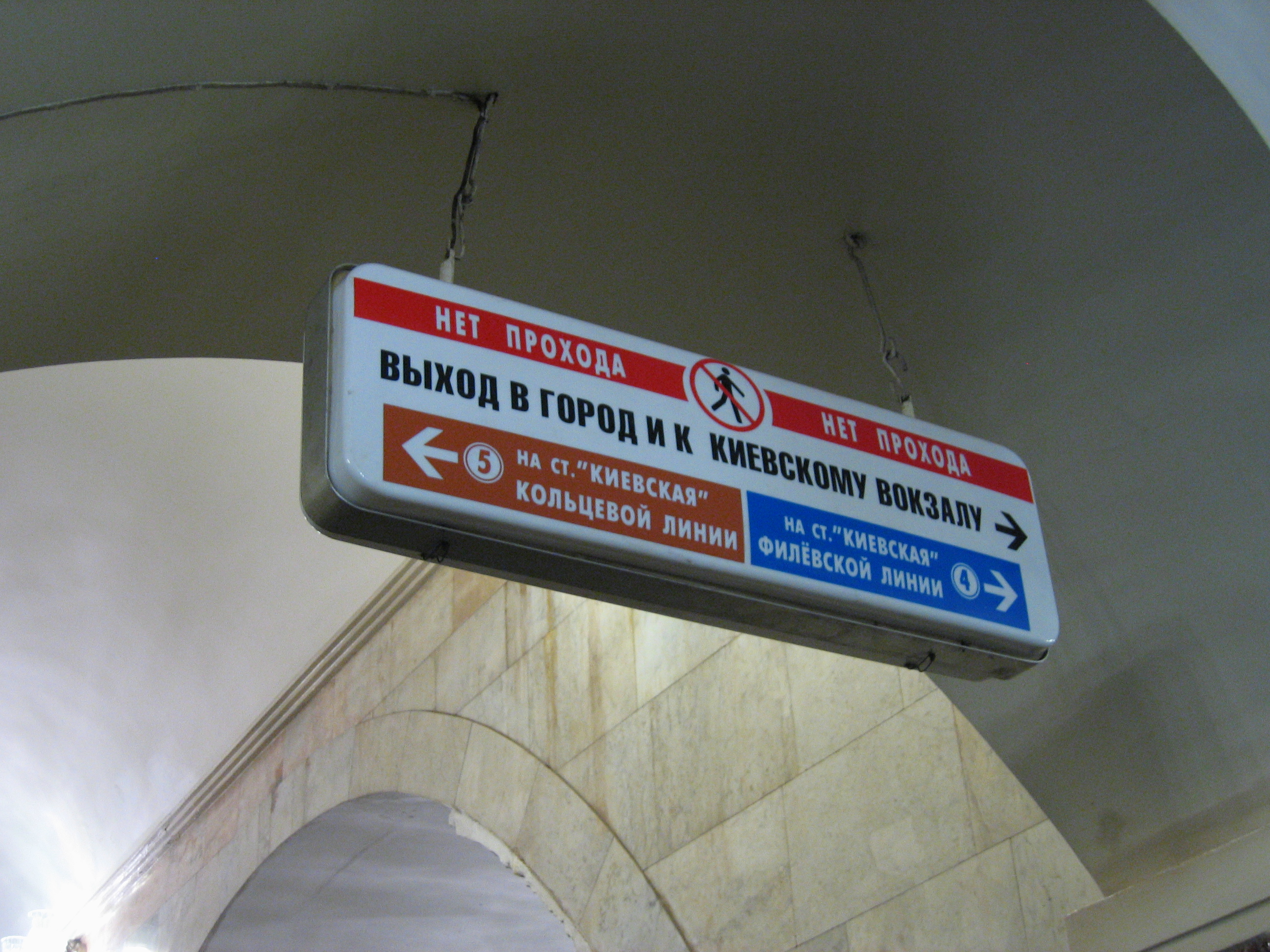
Orientierungsschild an einem Umsteigeknoten

An fast allen Stationen sind im Mittelbereich der Gleise etwa 30 cm tiefe Rinnen eingebaut, in die man sich im Fall eines Sturzes auf die Gleise vor einem heranfahrenden Zug in Sicherheit bringen kann. Auf diese Fluchtmöglichkeit wird auch in den offiziellen Nutzungs- und Verhaltensregeln für die Moskauer Metro ausdrücklich hingewiesen. Lebensgefährlich ist in einer solchen Situation hingegen der Versuch, sich unter dem Bahnsteig zu verstecken, da in diesem Bereich die unter Hochspannung stehende Stromschiene verläuft. Die Rinnen an den Gleisen fehlen nur an bestimmten oberirdischen Bahnhöfen, wo andere Fluchtwege bestehen.

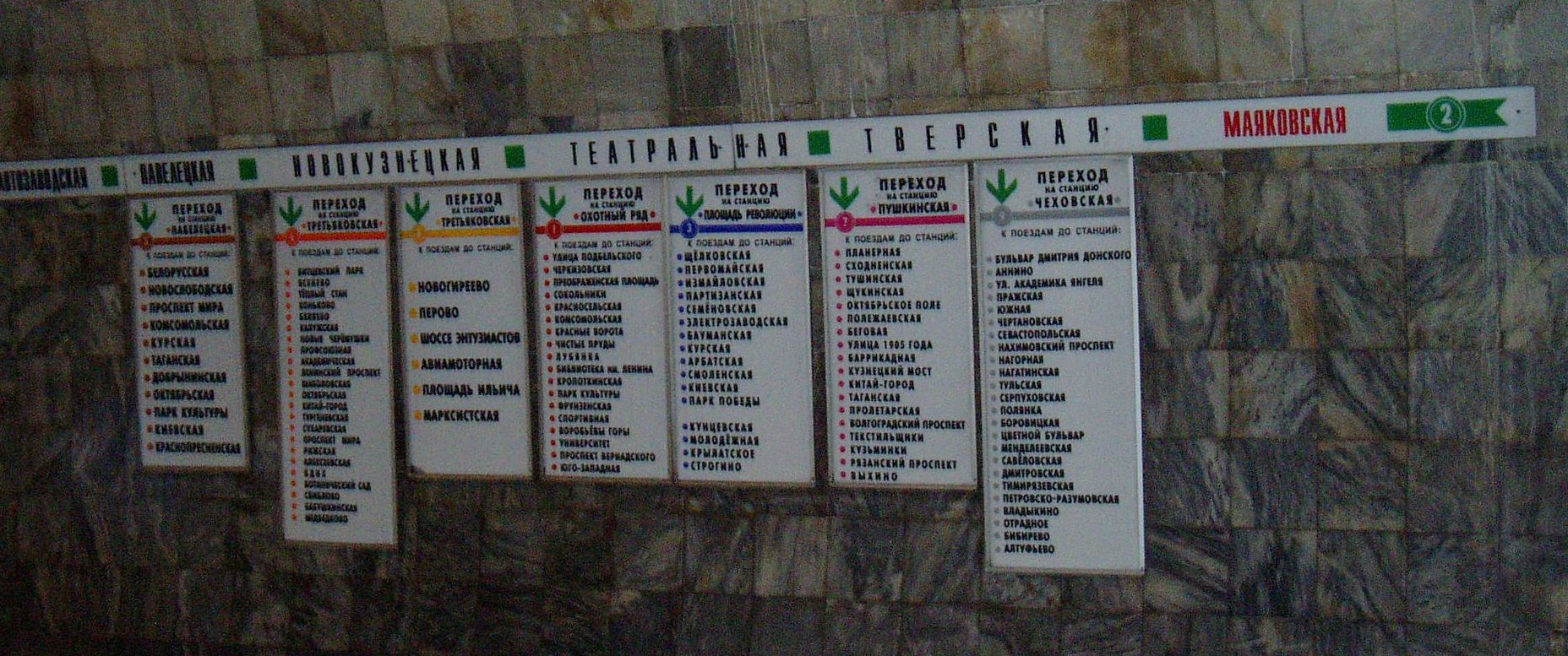
Auflistung der nächsten Stationen und Umsteigemöglichkeiten

Für rollstuhlfahrende Personen ist die Benutzung der Moskauer Metro bislang nur eingeschränkt möglich. Von den über 200 Stationen verfügen nur ein paar Dutzend über barrierefreie Zugangsmöglichkeiten, und bei den meisten unterirdischen Stationen würde sich ein nachträglicher Einbau aufgrund der vergleichsweise tiefen Lage als extrem kostspielig erweisen. Ausnahmen bilden neue Stationen. Seit Mitte der 2000er-Jahre werden neu erbaute Stationen mit Aufzügen fertiggestellt, allerdings sind tief angelegte Stationen hiervon bislang ausgenommen.
Anzahl an StationenJahr0501001502002503001935194819611974198720002013(1) Sokolnicheskaya(2) Zamoskvoretskaya(3) Arbatsko-Pokrovskaya(4) Filyovskaya(5) Koltsevaya(6) Kaluzhsko-Rizhskaya(7) Tagansko-Krasnopresnenskaya(8) Kalininsko-Solntsevskaya(9) Serpukhovsko-Timiryazevskaya(10) Lyublinsko-Dmitrovskaya(11A) Kakhovskaya(11) Bolshaya Koltsevaya(12) Butovskaya(15) Nekrasovskaya(16) Troitskaya

### Name
Der vollständige juristische Name der Metro lautet seit 1955 „Московский ордена Ленина и ордена Трудового Красного Знамени метрополитен имени В.И. Ленина“, wörtlich übersetzt: „Moskauer Leninorden- und Rotbannerorden-Metro namens W. I. Lenin“, in angepasster deutscher Übersetzung: „W.-I.-Lenin-Metro, Trägerin des Leninordens und des Banners der Arbeit“ (kurz: Lenin-Metro). Dieser wird üblicherweise offiziell zu „Метрополитен им. В.И. Ленина (W.-I.-Lenin Metro)“ verkürzt. Diese kürzere offizielle Bezeichnung wird auf vielen Schildern in Bahnhöfen verwendet. Obwohl es Vorschläge gab, Lenin aus dem offiziellen Namen zu streichen, blieb dieser bis heute bestehen. In den 1990er und 2000er Jahren wurde der Name Lenin von der Beschilderung neu gebauter und umgebauter Bahnhöfe entfernt. Im Jahr 2016 versprachen die Behörden jedoch, den offiziellen Namen der Metro auf die Beschilderung aller Stationen zurückzubringen.
Der erste offizielle Name der Metro war gemäß einer Bekanntgabe vom 13. Mai 1935 eine Benennung nach „dem Genossen L. M. Kaganovich“, mithin „Метрополитен им. Л.М. Кагановича (L.-M.-Kaganovich-Metro)“.
Als die Metro mit dem Leninorden ausgezeichnet wurde, wurde sie offiziell im Jahr 1947 als „Московский ордена Ленина Метрополитен им. Л. М. Кагановича“, wörtlich übersetzt: „Moskauer Leninorden-Metro namens L. M. Kaganovich“, angepasst: „Moskauer L.-M.-Kaganowitsch-Metro, Trägerin des Leninordens“ benannt. Als sie 1955 schließlich in Lenin-Metro umbenannt wurde, erhielt Kaganovich zwar einen „Trostpreis“, weil die Station Ochotny Ryad in Kaganovich umbenannt wurde, 1957 wurde jedoch im Zuge der Entstalinisierung deren ursprünglicher Name wieder eingeführt, mithin Kaganovich aus dem Namen endgültig getilgt.

## Geschichte

### Erste Entwürfe und Planungen für eine Metro
Die ersten Gedanken hinsichtlich einer unterirdischen Eisenbahn in Moskau nach dem Vorbild der damals neu entstandenen London Underground kamen in den 1870er-Jahren auf. Der erste konkrete Entwurf für ein U-Bahn-System wurde jedoch erst Anfang des 20. Jahrhunderts vorgelegt. Moskau zählte damals bereits über eine Million Einwohner und der öffentliche Verkehr mit Pferdedroschken, Pferdebahn und Straßenbahn (1899 eröffnet) war bereits überlastet.

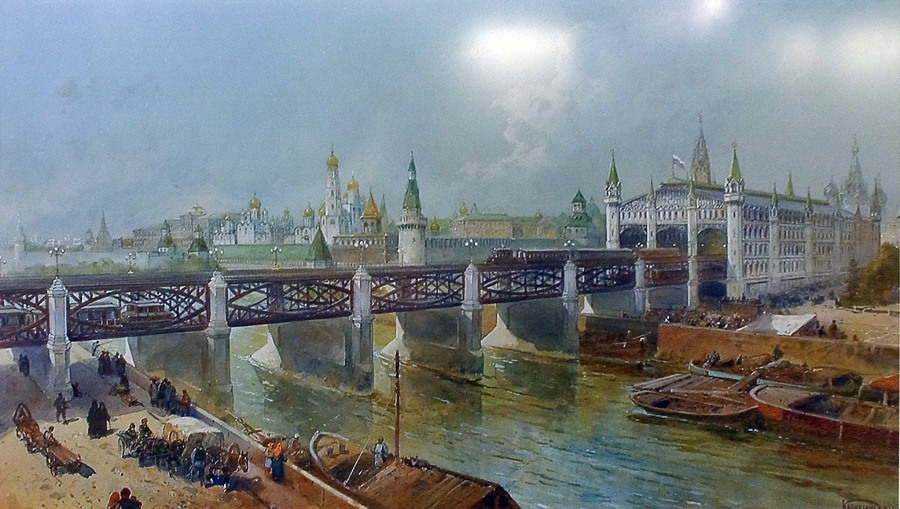
Nikolai Karasins Bild des ersten Entwurfs von 1902

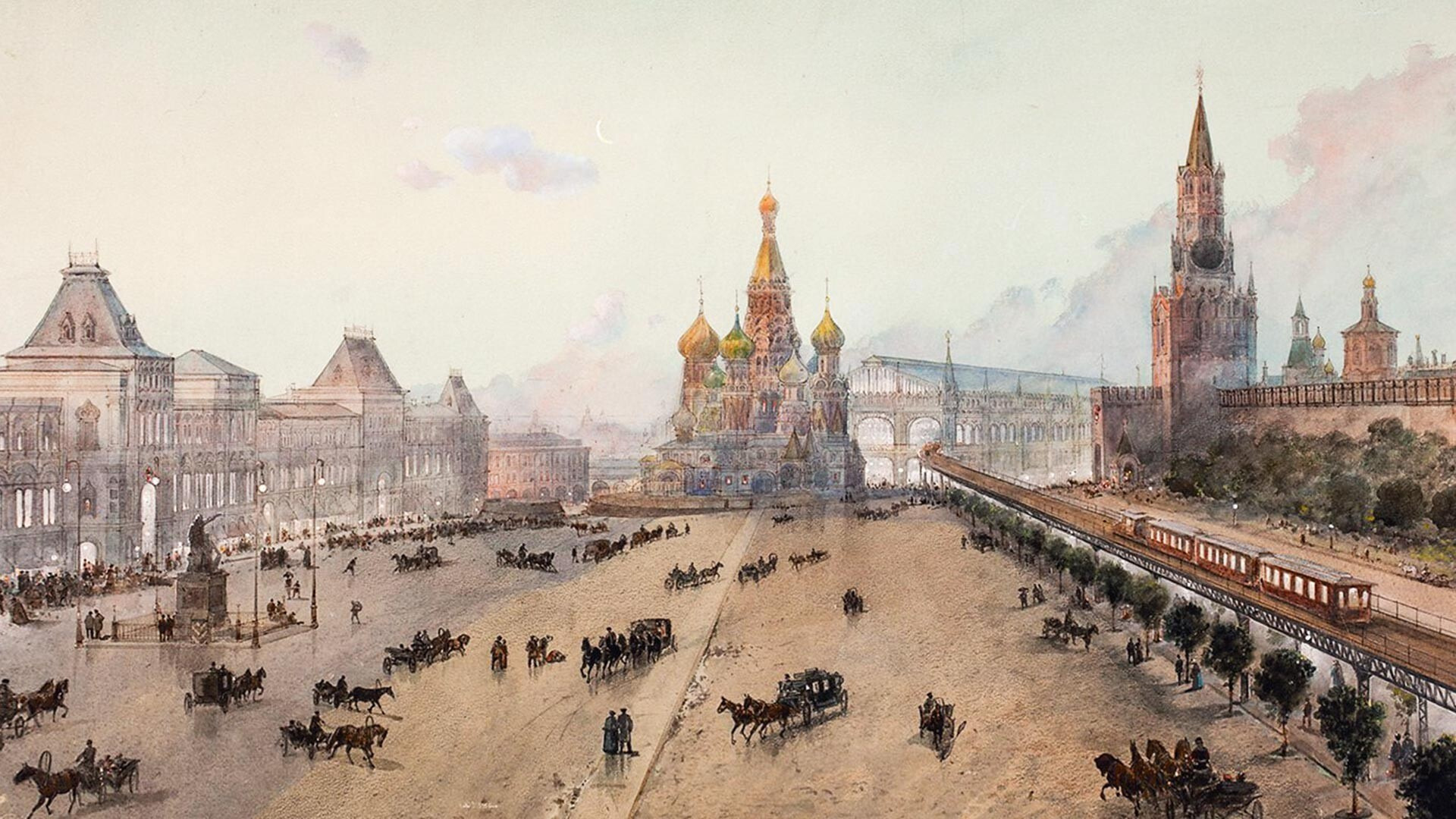
Die Pläne beinhalteten auch ein Bahnviadukt über den Roten Platz

1902 legten die beiden Ingenieure Pjotr Balinski und Jewgeni Knorre ihre Konzeption einer elektrischen Stadteisenbahn vor. Der erste Entwurf beinhaltete eine Nord-Süd-Linie, ausgehend vom Belarussischen Bahnhof zur Stadtduma. Die Strecke sollte lediglich an einigen Stellen in der Stadtmitte in den Untergrund verlegt werden, wie beispielsweise unter den Roten Platz und andere große Plätze; die restlichen Abschnitte sollten auf Viadukten verlaufen. Die Gleisanlagen umfassten 54 Kilometer, der Kostenvorschlag für das Projekt belief sich auf 155 Millionen Rubel. Doch die Duma-Abgeordneten lehnten diese städtische Bahnverbindung im September 1902 aus verschiedenen Gründen ab. Einerseits waren die Kosten zu hoch, andererseits wären auch die Interessen der Bürger nicht berücksichtigt worden. Durch die geplante Trasse wäre nämlich der Abriss privater Häuser unvermeidlich gewesen. Die Russisch-Orthodoxe Kirche hatte ebenfalls erheblichen Einfluss auf die Entscheidung der Stadtduma, da sie den Aushub heiliger Erde unter den Kirchen und Kathedralen nicht zulassen wollte. Noch im selben Jahr erhielt die Stadtduma von dem US-amerikanischen Bankhaus Werner & Co. ein weiteres Angebot einer Metro. Nach rund zehn Jahren – inzwischen war die Einwohnerzahl Moskaus auf fast zwei Millionen angewachsen – wurden die Konzepte überarbeitet und im Grundsatz von der Stadtregierung angenommen. Mit Beginn des Ersten Weltkrieges mussten die Pläne jedoch auf Eis gelegt werden, und im Jahre 1917 machte die Oktoberrevolution alle bisherigen Bauvorhaben endgültig zunichte.

### Die neue U-Bahn nimmt konkrete Formen an
Erst mit der Verlegung der russischen Hauptstadt von Petrograd nach Moskau im Jahre 1918 wurde das Projekt eines unterirdischen Bahnnetzes wieder aktuell. Doch die Konkretisierung kam auch nach dem Ende des Bürgerkrieges nur schleppend voran. Im Auftrag der neuen Stadtverwaltung wurde lediglich eine Abteilung der Moskauer Städtischen Eisenbahn gegründet, die sich mit der Planung und Umsetzung einer Metro befasste.
1923 vergab die Stadt einen Projektauftrag an die deutsche Siemens-Bauunion GmbH. 1925 legte Siemens ein fertiges Projekt für 80 km Tunnelstrecke mit 86 Stationen vor. Wegen Geldmangels blieb das Siemensprojekt allerdings auf dem Papier.
Um 1930 belief sich die Einwohnerzahl Moskaus bereits auf fast drei Millionen. Das riesige Aufkommen von zehntausenden Fahrgästen täglich war mit den Straßenbahnen – zu jener Zeit dem praktisch einzigen öffentlichen Verkehrsmittel der Stadt – nicht mehr zu bewältigen. Da die sowjetische Hauptstadt offensichtlich ein neues, leistungsfähigeres Verkehrsmittel in Form einer U-Bahn dringend benötigte, erging schließlich am 15. Juni 1931 durch das Zentralkomitee der Kommunistischen Partei der Sowjetunion der Baubeschluss. Die Organisation wurde durch das hierfür gegründete staatliche Unternehmen Metrostroi (russ. Метрострой) übernommen. Eine erste U-Bahn-Strecke sollte bereits im Jahre 1933 fertiggestellt sein. Die Bauleitung oblag Lasar Kaganowitsch, dem damaligen Verkehrsminister der UdSSR, einem engen Vertrauten Stalins. Damit wurde in Moskau zum ersten Mal mit dem Bau einer Tunnelstrecke begonnen, diese Versuchsstrecke befand sich am Sokolniki-Park.

### Menschenmassen für den Metrobau
Im darauf folgenden Jahr begann mit der Aushebung einer ersten Baugrube nordöstlich des Stadtzentrums die Konstruktion der ersten regulären Strecke. Diese sollte durch den Stadtkern verlaufen und mehrere strategisch wichtige Objekte miteinander verbinden, darunter den Platz der drei Bahnhöfe sowie den damals geplanten Palast der Sowjets. Im Hinblick auf die knappe Terminvorgabe für die Fertigstellung der Trasse und den vielen vorwiegend ungelernten Arbeitern war der Arbeitsumfang groß. Freiwillige aus der ganzen Sowjetunion, die am Bau der 11,2 km langen Strecke helfen sollten, wurden durch Massenpropaganda und Heroisierung der Metroarbeiter sowie den Einsatz hoher finanzieller Mittel gewonnen. Außerdem sorgte die zu jener Zeit als Folge der Zwangskollektivierung massenhaft einsetzende Landflucht für ein extrem rasches Bevölkerungswachstum Moskaus und somit für ein umfassendes Angebot an ungelernten, billigen Arbeitskräften. Der U-Bahn-Bau soll das Lieblingsprojekt Stalins gewesen sein, mit dem Ziel, die beste und schönste Metro der Welt zu besitzen. Als Aufbruchssignal in eine neue Zukunft wurde das unterirdische Verkehrsmittel zu dem sozialistischen Prestigeobjekt der Sowjetunion überhaupt. Der Anspruch an die Metro im Sinne des Sozialismus manifestierte sich in der Aussage Kaganowitschs: „Mehr noch als alle Theater und Paläste wird die Metro unseren Geist anregen und erhellen.“
Die Arbeitsbedingungen beim Metrobau waren nicht besser als bei vergleichbaren Baustellen. Die Menschenmassen arbeiteten oftmals mehr für den Ruhm und die Ehre des Sozialismus als für den kleinen Lohn, der gerade zum Überleben ausreichte. Neben der schlechten Verpflegung wurde nicht auf moderne technische Hilfsmittel, sondern lediglich auf Spitzhacken, Spaten und Schubkarren gesetzt. Diese Bedingungen führten im Frühjahr 1933 zu einem Streik. Als Antwort darauf wurde der Lohn erhöht, auch wurde der Bau der Metrostrecke zum Komsomolobjekt erklärt und die Arbeiter zunehmend durch junge und ideologisch überzeugte Komsomolzen ersetzt. Dabei hatte die sozialistische Jugendorganisation der KPdSU den Auftrag, zahlreiche Fachleute aus der ganzen Sowjetunion nach Moskau anzuwerben, darunter beispielsweise Betonierer, die bereits an der Errichtung der Dnepr-Staudämme beteiligt waren, oder erfahrene Bergarbeiter aus Kohlegruben in der Donezregion. Ende 1933 wurden 36.000 Arbeiter beschäftigt, Mitte 1934 waren es bereits 75.000; darunter waren auch viele von der kommunistischen Ideologie überzeugte deutsche Ingenieure und Arbeiter, die Anfang der 1930er-Jahre wegen Hitlers Machtübernahme in die Sowjetunion geflüchtet waren.
Als sich herausstellte, dass die Terminvorgaben dieses Projekts ohne besondere technische Ausrüstung nicht mehr einzuhalten waren, beschloss man, eine Tunnelvortriebsmaschine aus England anzukaufen. Da diese den Bau der Strecke beschleunigte, wurden in der Sowjetunion anhand britischer Konstruktionsvorlagen weitere Vortriebsmaschinen nachgebaut. Damit konnte die Baufrist von drei Jahren doch noch eingehalten werden. Der erste Zug befuhr in der Nacht zum 6. Februar 1935 durchgängig die Strecke von Sokolniki bis Smolenskaja.
Am Bau der ersten Metrostrecke waren rund 500 Industriebetriebe beteiligt. Auf hochwertige Materialien wurde besonders Wert gelegt: verschiedene Marmor- und Granitsorten für die Gestaltung der Stationen, Fahrzeugmotoren, Belüftungsanlagen und Pumpen sowie Kabel und Gleise besonderer Ausführung. Der Arbeitsumfang umfasste die Aushebung von 2,3 Millionen Kubikmetern Erde und Gesteinsmaterial sowie 842.500 Kubikmeter Vergussbeton. Zu dieser Zeit wurden zur Finanzierung der U-Bahn-Strecke 21 % des laufenden Stadthaushalts aufgebracht.

### Die ersten Strecken
| Entwicklung des Liniennetzes | Entwicklung des Liniennetzes | Entwicklung des Liniennetzes |
| Jahr                         | Gesamtlänge                  | Stationen                    |
| ---------------------------- | ---------------------------- | ---------------------------- |
| 1935                         | 11,2 km                      | 13                           |
| 1940                         | 23,6 km                      | 22                           |
| 1945                         | 37 km                        | 29                           |
| 1950                         | 43,5 km                      | 35                           |
| 1955                         | 58,8 km                      | 41                           |
| 1960                         | 77,5 km                      | 56                           |
| 1965                         | 113,5 km                     | 75                           |
| 1970                         | 136 km                       | 87                           |
| 1975                         | 168,5 km                     | 104                          |
| 1980                         | 188 km                       | 116                          |
| 1985                         | 208,5 km                     | 129                          |
| 1990                         | 231,2 km                     | 143                          |
| 1995                         | 256,5 km                     | 156                          |
| 2000                         | 264 km                       | 161                          |
| 2005                         | 278,3 km                     | 171                          |
| 2010                         | 302 km                       | 182                          |

Schon Tage vor der offiziellen Einweihung war die Stimmung in der Moskauer Bevölkerung über das gerühmte Werk der Freiwilligen sehr gut. Beispielsweise meinte die Moskauer Zeitung Prawda:

„In den nächsten Tagen werden die verkehrsgeplagten Moskauer die Metro betreten. Sie werden die Vorhallen erblicken, die glänzenden Foyers mit den gläsernen Kassen, die breiten, großartigen, mit formstrengen Lustern erleuchteten Korridore und die so unerwartet riesigen, leuchtenden Säle der unterirdischen Bahnsteige und Bahnhöfe. Bahnhöfe, verkleidet in Marmor, Granit, Kupfer, bunten Fliesen, mit zartgrauen rosafarbenen, rotgeäderten Säulen, mit polierten Wänden, […].“

Am 15. Mai 1935 wurde die erste sowjetische U-Bahn-Linie zwischen den Stationen Sokolniki (Сокольники) und Park Kultury (Парк Культуры) eröffnet. Dazu gab es noch eine Abzweigung in Richtung Smolenskaja (Смоленская), welche heute Teil der eigenständigen Linie 4 ist. Insgesamt umfasste der 11,2 km lange erste Bauabschnitt der Moskauer Metro 13 Stationen. Zwölf Zugpaare mit jeweils vier Waggons beförderten von da an die Bevölkerung der Stadt auf neuem Wege. Bei der Indienststellung der Stationen kamen zahlreiche Bürger, viele von ihnen nur zur Besichtigung der Bahnhöfe, die mit ihren Rolltreppen, die alleine schon als technisches Wunderwerk galten, Kronleuchtern und mit Marmor verkleideten Bauwerken einen starken Kontrast zum eher dunkel anmutenden, noch von Holzhäusern geprägten Stadtbild bildeten. Allein diese erste Strecke des neuen Verkehrsmittels beförderte zu jener Zeit täglich rund 177.000 Fahrgäste.
Doch dem U-Bahn-Projekt war damit kein Endpunkt gesetzt, die Arbeiten an den nächsten Abschnitten wurden kontinuierlich fortgeführt. Mehr noch, der Metrobau genoss nach dem überwältigenden Erfolg der ersten Strecken mehr Ansehen als je zuvor. Der wirtschaftlich inzwischen wiedererstarkte Sowjetstaat förderte den Weiterbau großzügig; nicht mehr einfache, ungelernte Arbeiter und Komsomolzen, sondern mit moderner Technik ausgestattete Fachkräfte sowie die renommiertesten Architekten jener Zeit waren nunmehr am Werk. Die meisten der zwischen 1937 und 1954 gebauten Stationen wurden dementsprechend auch architektonisch anspruchsvoller gestaltet als die ältesten 13 Bahnhöfe aus dem Jahre 1935.
Die zweite Streckeneröffnung erlebte die Moskauer Metro am 20. März 1937, als eine 1,4 km lange Strecke zwischen Smolenskaja und der neuen Station Kiewskaja (Киевская) in Betrieb ging, womit der Kiewer Bahnhof eine Metro-Anbindung erhielt. Ein weiteres Jahr darauf, am 13. März 1938, wurde die Trasse zwischen Uliza Kominterna (Улица Коминтерна, heute Alexandrowski Sad – Александровский Сад) und Kurskaja (Курская) eröffnet. Später wurde die Verbindung von Ploschtschad Rewoljuzii (Площадь Революции) nach Kurskaja Teil der Linie 3. Mit der Eröffnung der Strecke zwischen Sokol (Сокол) und Teatralnaja (Театральная) wurde die Linie 2 gebildet, eine 8,5 km lange und sechs Stationen verbindende Nord-Süd-Strecke, deren Linienweg zu großen Teilen noch dem Entwurf aus dem Jahre 1902 entspricht. Die Inbetriebnahme der Linie 2 sollte aufgrund der nachfolgenden geschichtlichen Entwicklung die letzte Netzerweiterung für die kommenden Jahre sein.

### Bahnhöfe werden zu Bunkern und Lazaretten
Durch die Mobilmachung für den Krieg gegen das nationalsozialistische Deutschland mussten ab Juni 1941 rund 30 % der Arbeiter der Metro für den Kriegsdienst abgezogen werden; viele von ihnen meldeten sich freiwillig. Alle Ausbaupläne zur Erweiterung des Netzes wurden zunächst auf unbestimmte Zeit vertagt. Die Metro erlangte im Krieg eine äußerst wichtige Rolle für das Leben in Moskau, auch weil Stalin die Hauptstadt während der Zeit des Bombenkrieges nicht verließ.
So wurden ab 1941 in einigen Bahnhöfen im Metronetz Soldaten und Regierungsstellen untergebracht. Damit wurden diese Stationen bei Kriegsbeginn zu strategischen Stützpunkten umfunktioniert. Beispielsweise wurde der neue Sitz einiger Abteilungen des Generalstabes der Roten Armee in der Station Kirowskaja (Кировская, heute Tschistyje Prudy – Чистые Пруды) eingerichtet. Der Bahnsteig wurde durch schnell gemauerte Wände von den Gleisen abgetrennt und die Züge hielten an dieser Station nicht mehr.
Mit der Bombardierung Moskaus durch die deutsche Luftwaffe begann die zweite Phase der Umnutzung der Stationen. Die U-Bahnhöfe galten als sicherster Ort bei Luftangriffen. Daher wurden die Stationen in Luftschutzbunker umgenutzt, in denen ältere Menschen, Frauen und Kinder Unterkunft fanden. Zahlreiche Betten wurden aufgestellt, Trinkwasser wurde verteilt, stationäre Metrowaggons verwendete man für die medizinische Versorgung. Mit der Zunahme der Luftangriffe auf die Stadt wurde der U-Bahn-Verkehr ab 18 Uhr auch ohne Bombenwarnung eingestellt. Der Zulauf auf die Haltepunkte wurde größer, oftmals standen Menschenmassen vor den Eingängen. Neben der Grundversorgung mit Lebensmitteln wie Brot und Milch und ärztlicher Hilfe richtete man einige Bibliotheken ein, daneben fanden Filmvorführungen statt. Bis zu 500.000 Moskauer flüchteten täglich in die Metro, für insgesamt rund 15 Millionen Menschen war sie in den Abendstunden der überlebenswichtige Bunker. Während dieser Zeit kamen rund 150 Kinder in einem der Bahnhöfe zur Welt.
Doch nachdem im weiteren Verlauf des Zweiten Weltkrieges die Gefahr einer Einnahme der Stadt durch die Deutschen nicht mehr bestanden hatte, wurden die Ausbauarbeiten fortgesetzt. Mit dem Spruch „Das ganze Land baut die Metro“ wurden Hoffnungen auf eine bessere Zukunft geweckt. Bereits 1943 erhielt die Linie 2 drei Stationen auf 6,2 km neuer Strecke, die Linie 3 wurde im darauffolgenden Jahr um 7,1 km mit vier Bahnhöfen verlängert. Diese Neueröffnungen waren für die sowjetische Führung ein ganz besonderes Prestigeobjekt: Mit der Inbetriebnahme neuer Metrostrecken in der Zeit des Krieges wollte sie nicht nur im eigenen Land, sondern auch in der ganzen Welt ein klares Zeichen setzen, dass die industrielle Macht der UdSSR trotz Krieg ungebrochen sei und dass niemand am kommenden Sieg des Landes zweifele.

### Nach dem Zweiten Weltkrieg
Nach dem Kriegsende wurden Planungen für zahlreiche Bauvorhaben wieder aufgenommen, wobei es allerdings bis zur Eröffnung der ersten Neubaustrecken noch fünf Jahre dauern sollte, da ein Großteil der Ressourcen des Landes für den Wiederaufbau nach dem Krieg verwendet wurde. Das wohl wichtigste unter den neuen Vorhaben war der Bau der Ringlinie zur Entlastung der zentralen Umsteigeknoten.

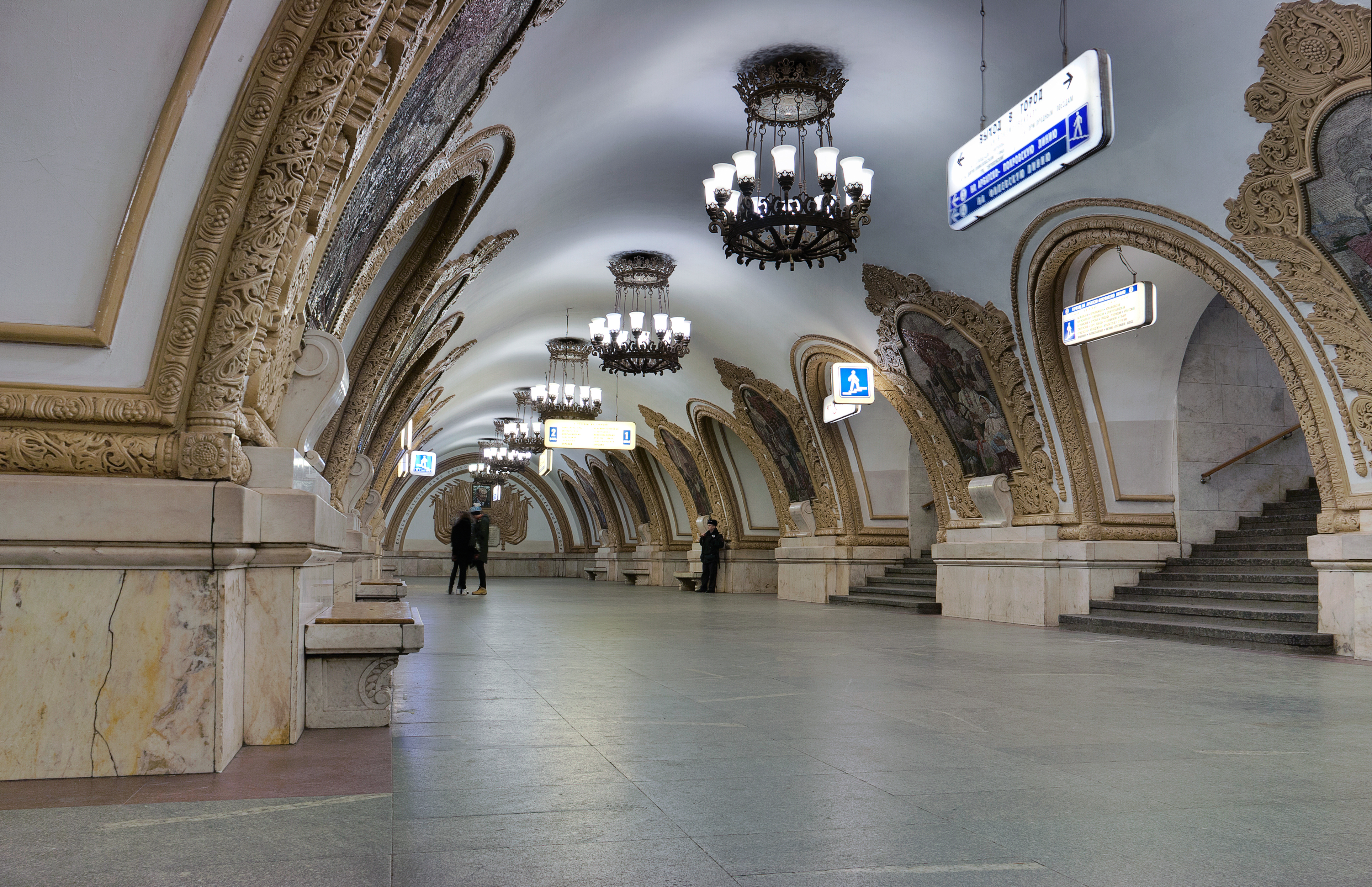
Station Kiewskaja, Umstiegsstation der Ringlinie, als Beispiel für pompöses Bauen

Die Ringlinie Kolzewaja wurde zuerst als streng kreisförmig verlaufende Linie geplant, die unter der Ringstraße Sadowoje Kolzo (deutsch: Gartenring) entlang der historischen Grenze Moskaus aus dem 16. Jahrhundert verlaufen sollte. Das erste Teilstück wurde am 1. Januar 1950 zwischen Park Kultury und Kurskaja eröffnet. Danach wurden jedoch die Pläne geändert, sodass die Linie bis zu 1,5 km außerhalb des Gartenringes verläuft. So wurde erreicht, dass die wichtigsten Fernbahnhöfe Moskaus durch eine einzige Metrolinie verknüpft sind. Dieser zweite Teil wurde am 30. Januar 1952 zwischen Kurskaja und Belorusskaja (Белорусская) eröffnet. Am 14. März 1954 wurde der Ring mit der Eröffnung der Verbindung zwischen Belorusskaja und Park Kultury geschlossen.
Es existiert eine moderne Sage, woher die Idee einer solchen Ringlinie stammen soll. Eine Gruppe von Ingenieuren soll Josef Stalin mit den Metroplänen über die Fortschritte informiert haben. Beim Betrachten der Zeichnungen habe sich Stalin etwas Kaffee eingegossen und ihn ein wenig über den Tassenrand verschüttet. Als er gefragt wurde, ob er das Projekt akzeptiere, habe er seine Tasse auf die Mitte der Pläne gestellt und sei wortlos verschwunden. Die Unterseite der Tasse habe einen braunen Kreis auf den Zeichnungen hinterlassen. Die Planer hätten diesen Kreis betrachtet und festgestellt, dass es der ideale Verlauf der Linie war, nach dem sie bisher vergeblich gesucht hatten. Sie hätten dies als ein Zeichen für Stalins Genie erkannt und daraufhin die Aufträge für den Bau der Ringlinie erteilt, die auf den Plänen bis heute immer mit brauner Farbe gekennzeichnet wird. Höchstwahrscheinlich wurde diese Legende im Kontext des damaligen Personenkultes um Stalin frei erfunden.

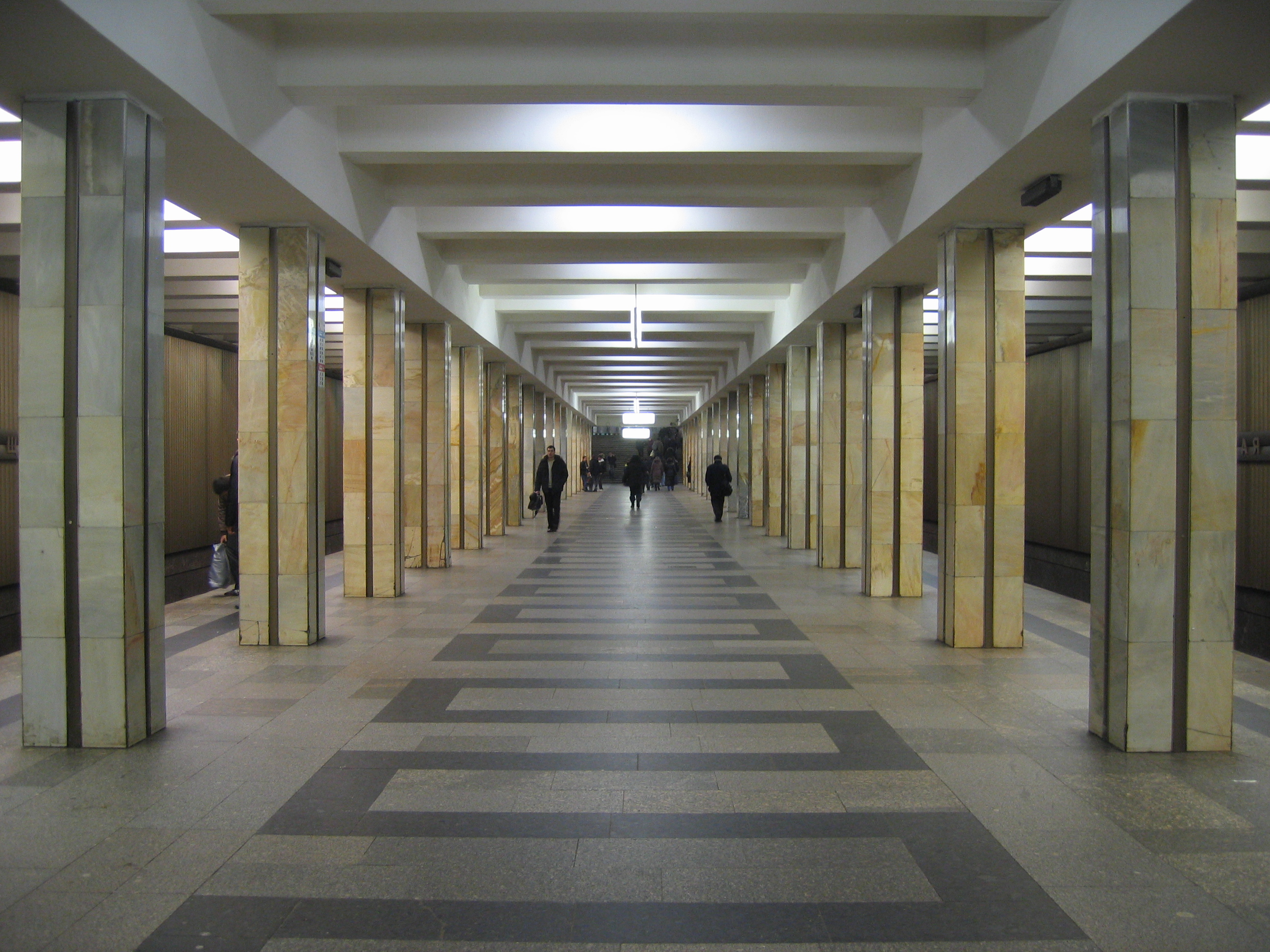
Station Schtschukinskaja, Baujahr 1975

Mit dem Tod Stalins 1953 wich in den darauffolgenden Jahren die bisherige pompöse, auf Extravaganz abzielende Architektur der Metrostationen der neuen Funktionalität, die zum Ziel hatte, die Nützlichkeit und die Sicherheit zu erhöhen. Dabei wurden einige Stationen abweichend von den Originalplänen in der architektonischen Ausgestaltung erheblich vereinfacht. Dies geschah auf Anordnung von Staatschef Nikita Chruschtschow, der für seine auf Sparsamkeit abzielende Politik allgemein bekannt war. Ab 1935 war Chruschtschow für die Neubauten in Moskau verantwortlich, darunter auch der Bau der Moskauer Metro, wofür er seinen ersten Leninorden erhielt. Es wurde ein einheitliches Dekorationsschema für alle neu zu bauenden Metro Stationen entwickelt. Daher wurden die meisten aus den 1960er-Jahren stammenden Bahnhöfe nahezu identisch gebaut, lediglich durch den verwendeten Marmor und die Farben der Keramikfliesen unterschieden sie sich. Erst ab etwa Mitte der 1970er-Jahre wurde die alte prunkvolle Dekoration zunehmend wieder zum Vorbild genommen.
1958 wurden zwei neue Linien eröffnet. Dies war zum einen die Linie 4, wovon der erste Linienabschnitt von Alexandrowski Sad bis Smolenskaja bereits seit 1935 existierte, und zum anderen die Linie 6 als eine wichtige Nord-Süd-Trasse. Bis zum Zerfall der Sowjetunion 1991 wurde kontinuierlich am Metrobau festgehalten. Noch drei weitere Linien wurden eröffnet. Seit dem Ende des Zweiten Weltkriegs waren jährlich durchschnittlich über vier Kilometer Strecke dem Verkehr übergeben worden.
Nach 1991 investierte die Stadt Moskau aufgrund des steigenden Automobilverkehrs stärker in die Straßeninfrastruktur, wodurch der Ausbau der Metro gebremst wurde. Viele der bereits damals überfälligen Ausbauprojekte konnten auch wegen der sich in den 1990er-Jahren wiederholenden Wirtschaftskrisen und des daraus resultierenden ständigen Geldmangels nicht realisiert werden. Erst nach der Jahrtausendwende wurden wichtige Ausbauprojekte wieder vorangetrieben und im Hinblick auf die Fußball-Weltmeisterschaft 2018 sowie das steigende Bestreben, dem Verkehrschaos auf den Straßen Herr zu werden, genießt der Ausbau der Metro heute wieder eine höhere Priorität. Um finanzielle Mittel einzusparen, wurde darauf verzichtet, „prunkvolle“ Bahnhöfe zu errichten und mitunter führte das zu suboptimalen Lösungen, wie etwa in den 2000er-Jahren mit der vermeintlich kostengünstigeren „Light-Metro“, wie die Viadukt-Linie L1, 2003 im äußersten Süden der Stadt eröffnet, ursprünglich genannt wurde. Mittlerweile werden wieder vorwiegend unterirdische Bahnhöfe gebaut, sie haben nichts mehr mit den sowjetischen „Palästen fürs Volk“ gemein, zeichnen sich aber immerhin in der Regel durch jeweils individuelles Design aus, das oft in Anlehnung an den Namen bzw. die Lage der Station umgesetzt wird. Von 2010 bis 2021 wurden mehr als 60 neue Metrostationen eröffnet. Der Abschnitt der Großen Ringlinie (GRL), der 2020 für die Fahrgäste geöffnet wurde, sowie der Abschnitt der Nekrassowskaja-Linie und der Verkehrsknotenpunkt Nischegorodskaja wurden Gewinner des internationalen Wettbewerbs der National Association of Surveyors und Designer (NOPRIZ).
Seit dem Jahr 2021 können Fahrgäste per Facepay (einem Bezahlsystem via Gesichtserkennung) ihre Fahrkarte lösen.

## Unfälle
Auch wenn die Moskauer Untergrundbahn zu den technisch zuverlässigsten und damit auch sichersten U-Bahn-Systemen weltweit zählt, kam es im Verlauf der Betriebsgeschichte dennoch zu mehreren Zwischenfällen. Nachfolgend sind die folgenschwersten bzw. spektakulärsten Unglücke mit Personenschäden aufgelistet, die sich in der Metro Moskau seit ihrer Inbetriebnahme ereignet haben.

### Der erste Terroranschlag 1977
Der erste ernsthafte Zwischenfall in der bis dahin gut vierzigjährigen Moskauer Metrogeschichte war zugleich der erste „öffentlichkeitswirksame“ Terroranschlag in der Sowjetunion, die bis dahin Terrorismus in dieser Form noch nicht kannte. Am 8. Januar 1977 ereigneten sich in Moskau gleich drei Bombenexplosionen, davon eine am frühen Abend in einem vollbesetzten Metrozug zwischen den Stationen Ismailowskaja und Perwomaiskaja (Linie 3). Zwei weitere Bomben gingen in einem nahe gelegenen Lebensmittelladen bzw. in einer Mülltonne hoch. Insgesamt kamen sieben Menschen ums Leben und weitere 37 wurden zum Teil schwer verletzt. Nach der Explosion im Metrotunnel musste der Zug samt dem zerstörten Wagen weiter zur Station Perwomaiskaja gefahren werden, die inzwischen gesperrt und geräumt worden war. Da jedoch mehrere aus der Gegenrichtung kommende Züge mit Fahrgästen die Station ohne Halt passieren mussten, eröffnete sich den Insassen dieser Züge ein Bild des Schreckens in Form des zerfetzten Wagens und zahlreicher zum Teil schwer verletzter Menschen auf dem Bahnsteig. Angesichts der äußerst spärlichen öffentlichen Informationspolitik der sowjetischen Massenmedien kursierten danach im Land Gerüchte über angeblich Hunderte von Toten. Die Suche nach den Tätern dauerte zehn Monate. Schließlich wurden drei armenische Separatisten verhaftet, bei denen Beweisstücke für ihre Täterschaft sowie Bauteile für weitere Bomben sichergestellt wurden. Alle drei wurden in einem geheimen Gerichtsverfahren, das ein Jahr lang dauerte, zum Tode verurteilt und Anfang 1979 durch Erschießung hingerichtet.

### Der Rolltreppen-Unfall 1982
Den ersten Unfall mit Todesopfern erlebte die Metro am 17. Februar 1982. An der Station Awiamotornaja (Linie 8) waren beim Bau zwei Jahre zuvor Rolltreppen einer neuen Bauart installiert worden, bei denen schon vor dem Unfall ein Konstruktionsfehler festgestellt worden war. Wie schwerwiegend dieser war, wurde jedoch erst nach dem Vorfall deutlich: Gegen 17 Uhr, gerade als mit dem abendlichen Berufsverkehr das Fahrgastaufkommen anwuchs, kam es zu einem Mechanikschaden im Inneren der Rolltreppe, der durch eine beschädigte Treppenstufe ausgelöst wurde. Die Bremsen erwiesen sich nun, bedingt durch den Konstruktionsfehler, als zu schwach, um die Rolltreppe anhalten zu können. Sie beschleunigte daher ungebremst abwärts unter dem Gewicht Dutzender Fahrgäste. Es kam zu einer Massenpanik – die Menschen am unteren Ende stürzten wegen der hohen Geschwindigkeit und wurden von den Nachfolgenden erdrückt. Es wurden acht Todesopfer und rund 30 Verletzte gezählt.
Da von dem Vorfall in den sowjetischen Medien kaum berichtet wurde, machten sich verschiedene Gerüchte breit – teils war die Rede von hunderten Personen, die beim Unfall in Panik auf das Geländer der Rolltreppe geklettert, ins Rolltreppeninnere eingebrochen und dort vom Getriebe zerstückelt worden seien. In der Tat flüchteten einige Betroffene auf das Geländer und brachen dort ein, jedoch kamen diese mit Prellungen davon, da unmittelbar unter der Verkleidung keine Maschinen sind, sondern hohler Raum.
Die Station Awiamotornaja musste nach dem Unfall für drei Wochen gesperrt werden, wobei die Rolltreppen gründlich überholt und neue Sicherheitsmaßnahmen eingesetzt wurden. Auch andere Stationen mit baugleichen Rolltreppen wurden in Folge überholt.

### Erster postsowjetischer Terroranschlag 1996

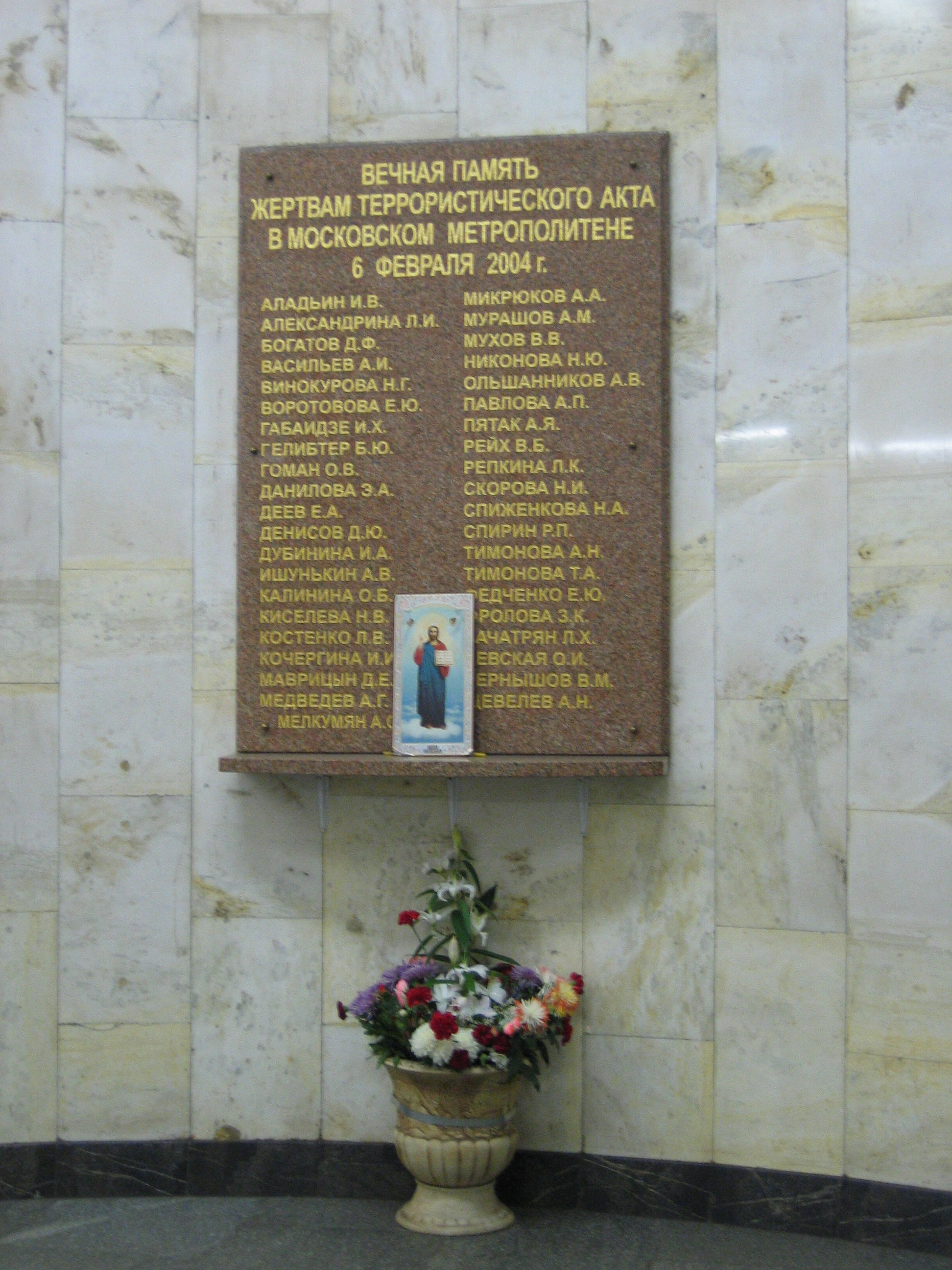
Gedenktafel in der Station Awtosawodskaja für die Opfer des Anschlags von 2004

Am 11. Juni 1996 detonierte am späten Abend ein unter einem Sitz versteckter selbstgebauter TNT-Sprengsatz in einem Zug zwischen den Stationen Tulskaja und Nagatinskaja (Linie 9). Unter der Wucht der Explosion wurde nicht nur der betroffene Wagen zerstört, auch in anderen Waggons gingen Fensterscheiben zu Bruch. Es kam zu einer starken Rauchentwicklung, sodass der Zug nicht weiterfahren konnte. Alle rund 250 Fahrgäste mussten über den Tunnel evakuiert werden, für vier Personen kam jedoch jede Hilfe zu spät, weitere 16 erlitten zum Teil schwere Verletzungen. Der Anschlag wird tschetschenischen Separatisten zugeschrieben.

### Erster Selbstmordanschlag 2004
Der dritte und bis zu diesem Zeitpunkt folgenschwerste Anschlag in der Moskauer Metro ereignete sich am 6. Februar 2004 gegen 8:30 Uhr in einem Zug zwischen den Stationen Awtosawodskaja und Pawelezkaja (Linie 2). Erstmals wurde der Anschlag von einem Selbstmordattentäter verübt, einem 20-jährigen Tschetschenen. Die Uhrzeit und der Ort des Anschlags wurden von den Drahtziehern, die bis heute nicht ermittelt werden konnten, offenbar absichtlich gewählt, um so viele Opfer wie möglich herbeizuführen. Linie 2 ist eine gewöhnlich sehr stark beanspruchte Linie während der Morgenspitze. Der zweite Wagen, in dem der Sprengsatz hochging, wurde fast komplett zerstört, die beiden benachbarten Wagen wurden durch die Wucht der Detonation ebenfalls beschädigt. Unzählige Fahrgäste, die sich im Zug befanden, mussten nach und nach durch den Tunnel zu den beiden nächstgelegenen Stationen evakuiert werden. Durch das Versagen einiger beschädigter Wagentüren konnten viele Insassen über längere Zeit nicht aus dem Wagen befreit werden, was zusätzliche Panik auslöste. Die Bergung der Opfer und die Aufräumarbeiten auf dem Streckenabschnitt dauerten bis zum Abend. Die Bilanz des Anschlags belief sich auf 39 Tote und weit über 100 zum Teil Schwerstverletzte.

### Selbstmordanschläge im März 2010

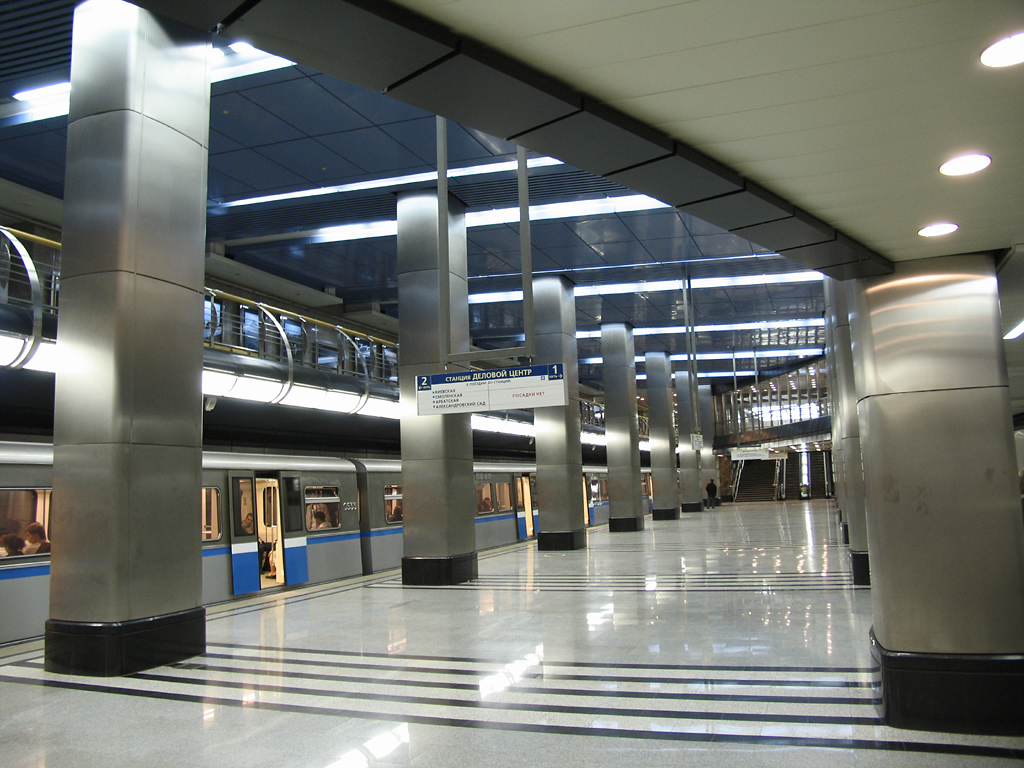
Die Station Wystawotschnaja der Linie 4, eröffnet 2005

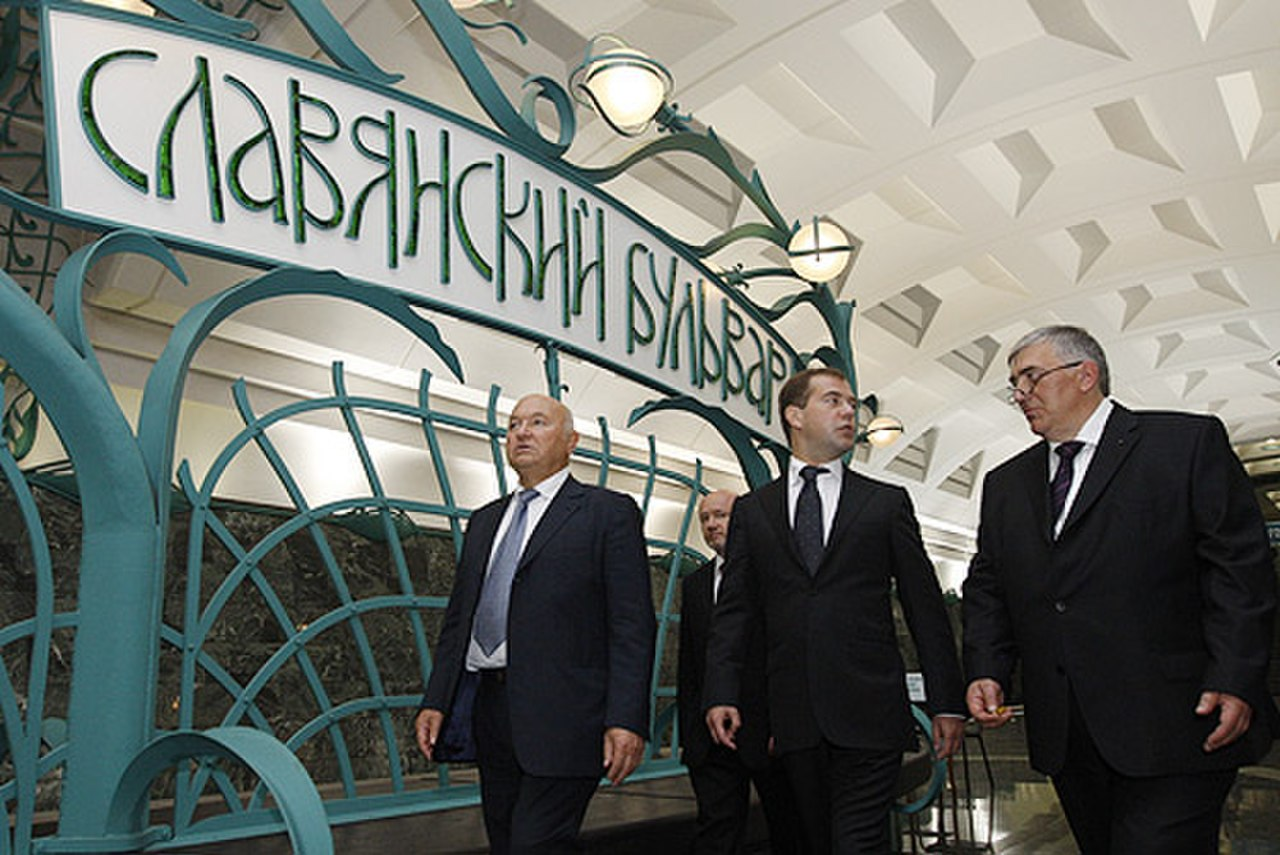
Die Eröffnung der Station Slawjanski Bulwar im September 2008 mit Oberbürgermeister Juri Luschkow, Präsident Dmitri Medwedew und Metro-Chef Dmitri Gajew

Am 29. März 2010 ereigneten sich am frühen Morgen gleich zwei Terroranschläge, bei denen zwei Stationen der Linie 1 betroffen waren. Damit kam es zum zweiten Mal in der Geschichte der Moskauer Metro zu einem Selbstmordattentat. Insgesamt kamen 40 Fahrgäste ums Leben, über 100 weitere wurden teils lebensgefährlich verletzt.

### Unfall im Juli 2014
Am Vormittag des 15. Juli 2014 entgleisten vermutlich infolge einer unsachgemäß installierten Weiche drei Wagen eines Zuges der Arbatsko-Pokrowskaja-Linie zwischen den Stationen Park Pobedy und Slawjanski Bulwar. Mindestens ein Wagen des stark besetzten Zuges wurde völlig zerstört. 23 Personen wurden getötet und über 150 verletzt, davon 55 schwer. Es handelt sich um den schwersten Metrounfall in Moskau mit Ausnahme der Terroranschläge 2004 und 2010.

## Ausbauplanungen
In den 1990er-Jahren konnten aufgrund der wirtschaftlichen Probleme in Russland und des damit verbundenen Geldmangels der öffentlichen Hand viele der geplanten Ausbauprojekte nicht realisiert werden. Mit der zunehmenden Stabilisierung ab dem Jahrtausendwechsel und auch seit der zunehmenden Prosperität Moskaus in der Amtszeit des Bürgermeisters Luschkow wird heute wieder verstärkt daran gearbeitet, die Metro auszubauen. Eine Reihe von Stationen wurden aufwändig renoviert, so die 2007 fertiggestellte Station Majakowskaja, benannt nach dem berühmten Futuristen Wladimir Majakowski.
Im Jahre 2008 wurden aus dem russischen Staatshaushalt insgesamt 3,235 Milliarden Rubel (umgerechnet rund 80 Mio. Euro) für den Ausbau der Moskauer Metro bewilligt. Nach Ankündigung eines Vertreters des russischen Finanzministeriums sollte dieser Zuschuss in den nächsten Jahren weiter erhöht werden: 2009 auf 9,68 Milliarden und 2010 auf 10,65 Milliarden Rubel. Die Moskauer Stadtverwaltung bezeichnete die Zuschüsse dennoch als unzureichend und forderte eine 50-prozentige Beteiligung des Staates am Metrobau. Bisher muss der Löwenanteil der finanziellen Mittel für den Metrobau von der Stadt Moskau aufgebracht werden: So betrug im Jahr 2008 der Zuschuss aus dem Stadthaushalt 41,576 Milliarden Rubel (umgerechnet gut eine Milliarde Euro) und damit 93 % der in den Ausbau investierten Mittel.
Während der internationalen Finanzkrise, die in Russland auch die Baubranche empfindlich getroffen hatte, musste das Baubudget der Moskauer Metro für das Jahr 2009 um rund 7 Milliarden Rubel gegenüber 2008 gekürzt werden. Für das Jahr 2010 war kein Zuschuss mehr aus dem Staatshaushalt für den Metrobau vorgesehen.
Die Vergabe der Fußball-Weltmeisterschaft 2018 an Russland im Dezember 2010 stellte neue Anforderungen an den geplanten Ausbau der Metro: Bis 2017 sollten insgesamt 82,5 U-Bahn-Kilometer neu entstehen, das finanzielle Volumen einschließlich der Modernisierung der bestehenden Anlagen wurde auf 14 Milliarden Euro geschätzt. Die Stadt Moskau wollte etwa 10 Mrd. Euro dieser Stumme tragen, der Staat rund zwei Milliarden Euro. Für die fehlenden zwei Milliarden wurden ausländische Partner gesucht. Es bestand seitens Siemens oder des Hyundai-Konzerns Interesse; letzterer erwog, die Finanzierung durch südkoreanische Banken zu stellen und im Gegenzug über Einnahmen aus Ticketverkäufen und Ladenmieten in den Stationen auch als Betreiber der neuen Linien aufzutreten.

### Aktuelle Planungen
Folgende Strecken sind derzeit (Stand 2025) im Bau oder in Planung:
| Nummer | Strecke                            | Länge               | Stationen | Status     | Geplante Eröffnung |
| ------ | ---------------------------------- | ------------------- | --------- | ---------- | ------------------ |
|        | Novatorskaya ↔ ZIL                 | 08,5 km             | 04        | im Bau     | 2025               |
| 17     | Delovoy Tsentr ↔ Bulvar Karbysheva | 07,0 km             | 05*       | im Bau     | Ende 2026          |
|        | Shchyolkovskaya ↔ Golyanovo        | 01,5 km             | 01        | im Bau     | 2027               |
| 18     | ZIL ↔ Biryulyovo                   | 22,2 km             | 10        | im Bau     | nach 2028          |
|        | Dostoevskaya                       | zusätzliche Station | 01        | im Bau     | 2028               |
| 17     | Bulvar Karbysheva ↔ Ilyinskaya     |                     | 05        | im Bau     | 2028–2029          |
|        | Yuzhny Port                        | zusätzliche Station | 01        | in Planung | 2027               |
|        | Novomoskovskaya ↔ Troitsk          |                     | 06        | in Planung | 2028–2029          |
|        | Tretyakovskaya ↔ Delovoy Tsentr    | 05,1 km             | 03        | in Planung | unbekannt          |
| 17     | Ilyinskaya ↔ Izumrudniye Kholmy    |                     | 02        | in Planung | unbekannt          |

* Einschließlich der beiden bereits 2018 eröffneten Stationen der Linie 11A.

## Fahrzeuge

### Allgemeines
Alle Fahrzeuge, die in der Moskauer Metro eingesetzt werden bzw. in der Vergangenheit eingesetzt wurden, stammen – mit Ausnahme der Baureihe В – aus russischer Produktion. Sie werden von den Maschinenwerken Metrowagonmasch in Mytischtschi bei Moskau hergestellt, erhalten und modernisiert. Ein Teil des in den 1980er-Jahren angeschafften Fuhrparks stammt aus der Produktion des Sankt Petersburger Jegorow-Maschinenbauwerks, zugleich Hauptlieferant der Metro Sankt Petersburg.
Auf allen Strecken erfolgt die Stromversorgung über eine seitliche, von unten bestrichene Stromschiene nach den Erfahrungen insbesondere der Großprofilstrecken der Berliner U-Bahn. Alle Wagen sind jeweils 19,2 Meter lang und haben je Seite vier zentral vom Triebwagenführer bediente Doppelschiebetüren. Die einzige Ausnahme bilden die Gelenkwagen der Baureihe 81-740/741, die bei ebenfalls vier Türen pro Seite jeweils 27,5 Meter lang sind. Sämtliche Modelle sind im Fahrgastraum ausschließlich mit Längssitzen ausgestattet. Die Züge werden je nach Linie als Sechs-, Sieben- oder Achtfachgarnituren eingesetzt. Das Streckennetz ist in russischer Breitspur (1524 mm) ausgeführt. Die bei den Eisenbahnen in der UdSSR in den 1970er Jahren vorgenommene Verringerung des Nennmaßes um vier Millimeter, die ohnehin nur den Oberbau betraf, wurde bei den bestehenden U- und Straßenbahnbetrieben nicht mitvollzogen, die Toleranzen sind jedoch identisch.
| Alle Baureihen der Metro Moskau    | Alle Baureihen der Metro Moskau | Alle Baureihen der Metro Moskau |
| Baureihe                           | Produktionszeitraum             | Einsatzzeitraum                 |
| ---------------------------------- | ------------------------------- | ------------------------------- |
| А/Б („A/B“)                        | 1934–39                         | 1935–75                         |
| B („W“, ehemals C)                 | 1927–30                         | 1946–68                         |
| Г („G“)                            | 1939–40, 1946–56                | 1940–83                         |
| Д („D“)                            | 1955–63                         | 1955–95                         |
| E/Ем/Еж („E/Em/Esch“)              | 1959–79                         | 1962–2020                       |
| 81-717/714                         | 1976–2011                       | 1979 ff.                        |
| И („I“, 81-715/716)                | 1974, 80–81, 85                 | —                               |
| 81-720/721 „Jausa“                 | 1991–2004                       | 1998–2019                       |
| 81-740/741 „Russitsch“             | 2002–13                         | 2003 ff.                        |
| 81-760/761 „Oka“                   | 2010–16                         | 2012 ff.                        |
| 81-765/766/767 „Moskau“            | 2016–20                         | 2017 ff.                        |
| 81-775/776/777 „Moskau 2020“       | 2020–23                         | 2020 ff.                        |
| 81-775.2/776.2/777.2 „Moskau 2024“ | 2023 ff.                        | 2024 ff.                        |

### Historische Fahrzeuge

#### Die Anfänge

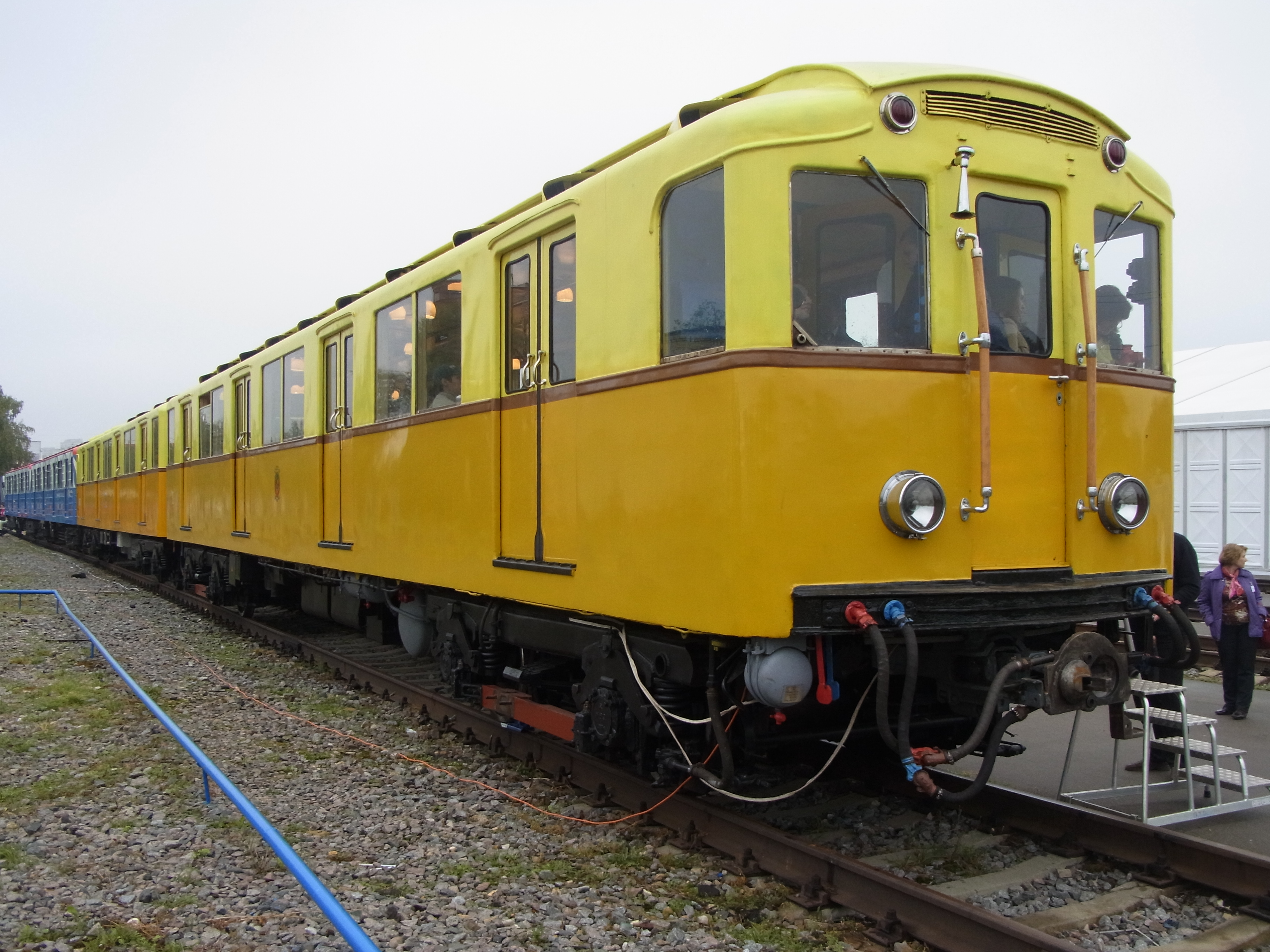
Ein Zug des Typs A

Der Bau von U-Bahn-Zügen für Moskau begann 1934, gut ein Jahr vor der Eröffnung der ersten Linie. Die international weitgehend isolierte Sowjetunion musste aufgrund massiver finanzieller Schwierigkeiten auf den teuren Import von Zügen verzichten und stattdessen einheimische Hersteller mit der Entwicklung und Produktion beauftragen. Die Industrie stand vor dem Problem, für U-Bahn-Züge einen neuartigen Motor zu entwickeln, da der für gewöhnliche Eisenbahnzüge verwendete elektrische Motor aus Platzgründen nicht verwendet werden konnte. Als das Moskauer Dynamo-Werk schließlich einen passenden 825-V-Kompaktmotor produzierte, galt es, einen geeigneten Wagenkasten zu entwickeln. Der Entwurf des Architekten Leonid Teplizki, der einen für damalige Zeiten recht vornehm anmutenden Fahrgastraum mit Lederpolstersitzen und 30 runden Deckenleuchten vorsah, bekam schließlich den Zuschlag. Das mit der Herstellung beauftragte Maschinenbauwerk in Mytischtschi, das heutige Metrowagonmasch, nahm daraufhin die Produktion auf und lieferte Ende August 1934 die ersten Wagen. Sie erhielten die Bezeichnung Baureihe A. Bei diesen Zügen erfolgte die Stromabnahme nur über den ersten und den letzten Wagen. Jeder Wagen hatte neben dem Führerstand auch einen festen Schaffnerplatz; denn erst ab 1958 lösten die heute verwendeten Zugangsschranken an den Stationen die Schaffner ab. Die ersten Wagen wurden im September 1934 an die Metro ausgeliefert. Sie wurden vorerst im neu entstehenden Depot Sewernoje abgestellt, das die erste Linie bedienen sollte. Die erste Testfahrt folgte am 16. Oktober 1934; der erste reguläre Einsatz der Züge – damals als Vierwagenzug – erfolgte am Eröffnungstag der Metro am 15. Mai 1935. Insgesamt waren für den Betrieb des ersten Bauabschnitts der Moskauer Metro 48 Wagen der Baureihe A ausgeliefert. Die von ihrer ersten Auslieferung an noch gut 40 Jahre lang eingesetzte Baureihe wurde 1937 – als Modell Б – sowie Mitte der 1950er-Jahre – als Modifikationen Ам/Бм – nochmals technisch weiterentwickelt.

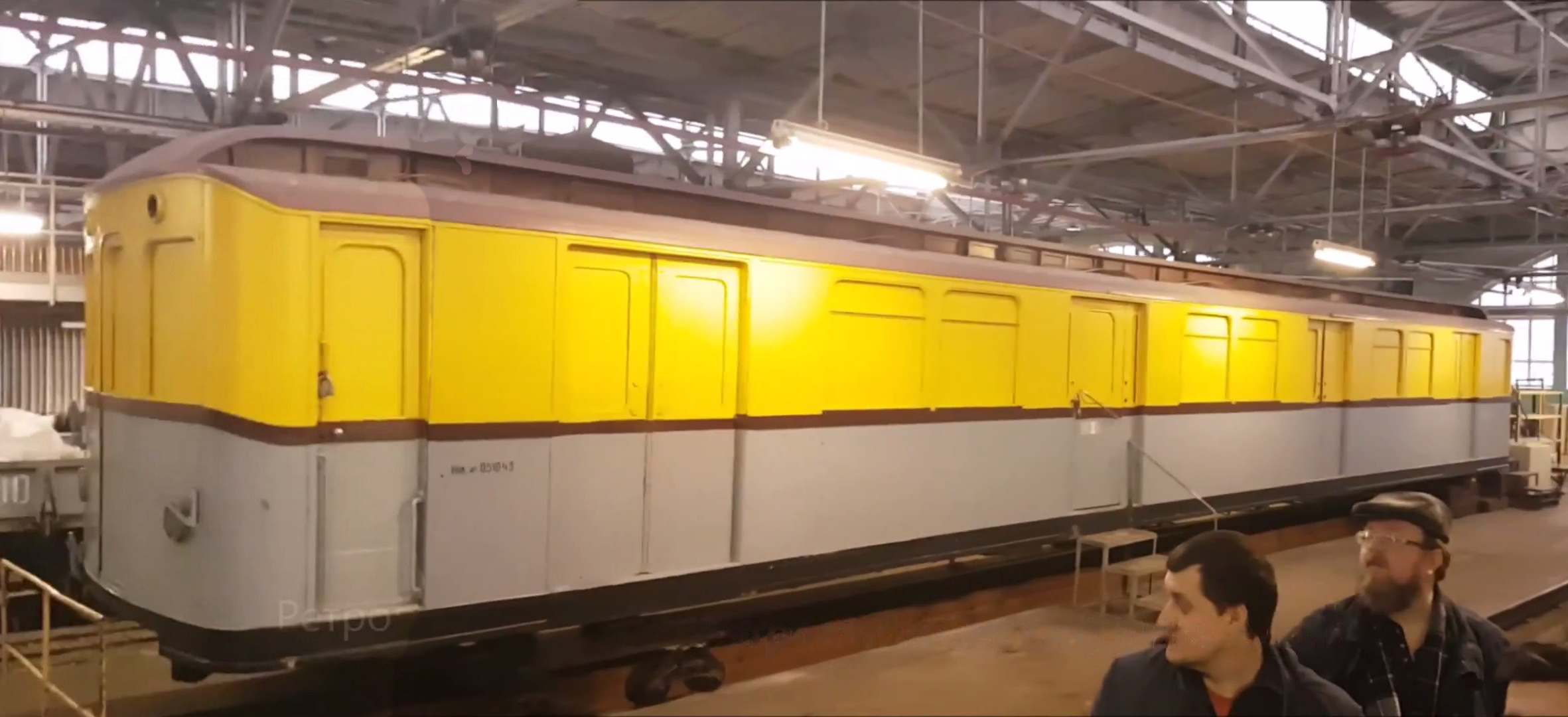
Ein Zug vom Typ W-4 (C-1)

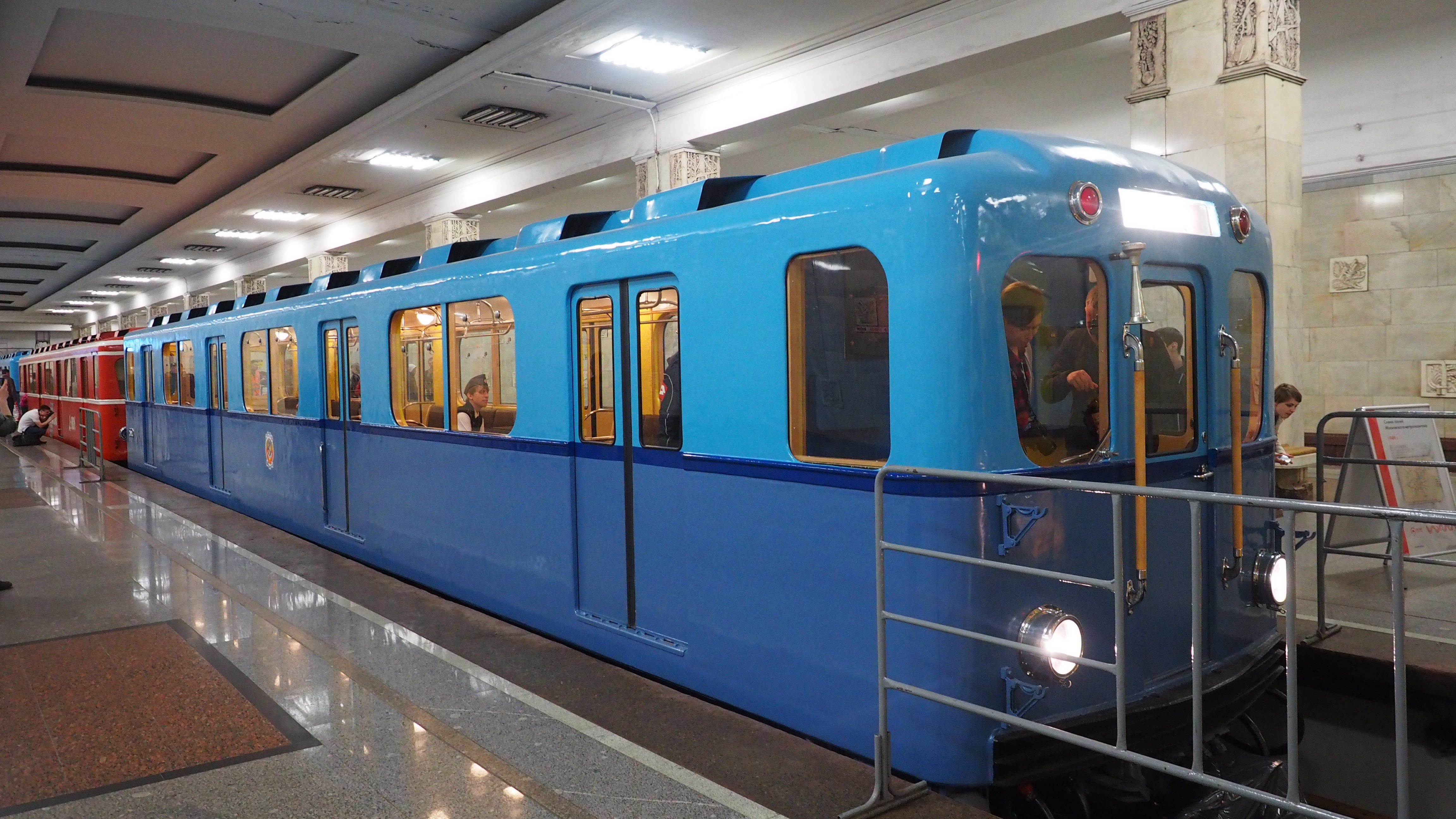
Ein Zug vom Typ G

Bereits Ende der 1930er Jahre nahm das Metrowagonmasch-Werk die Entwicklung einer neuen Baureihe namens Г auf, die auf der gerade neu gebauten Linie 2 eingesetzt werden sollte. Bis 1941 wurden einige Wagen zu Testzwecken hergestellt und auf Probefahrten eingesetzt. Mit dem Überfall Deutschlands auf die Sowjetunion im Zweiten Weltkrieg musste jedoch Metrowagonmasch wie viele andere Betriebe der Sowjetunion seine Produktion komplett auf Rüstungsgüter umstellen. Indes ging der U-Bahn-Betrieb in den vier Kriegsjahren fast ununterbrochen weiter, es wurden sogar einige Kilometer neuer Metrolinien gebaut und in Betrieb genommen. Dementsprechend wurde Mitte der 40er Jahre die Beschaffung von weiteren Zügen notwendig. Wegen des kriegsbedingten Produktionsstillstandes war das nicht ohne Weiteres möglich. Schließlich prüften Fachleute die Möglichkeit, U-Bahn-Züge aus der Hauptstadt des gerade besiegten Deutschlands zu übernehmen. Da die in der U-Bahn Berlin verwendeten Großprofilzüge im Grunde technisch geeignet für den Betrieb in Moskau erschienen, beschlagnahmte die Sowjetunion im Herbst 1945 eine Reihe von Wagen des Typs CII und CIII, die in der Sowjetunion als Baureihe B (das kyrillische W, abgeleitet von Wojennyje – Kriegswagen) geführt wurde. Insgesamt wurden auf diesem Wege 120 Wagen per Eisenbahn von Berlin nach Moskau gebracht. Für den Einsatz in Moskau wurden die Wagen dort umfassend modernisiert und an die Normen der Moskauer Metro angepasst. Der reguläre Einsatz der Züge begann 1946.

#### Entwicklung nach dem Zweiten Weltkrieg

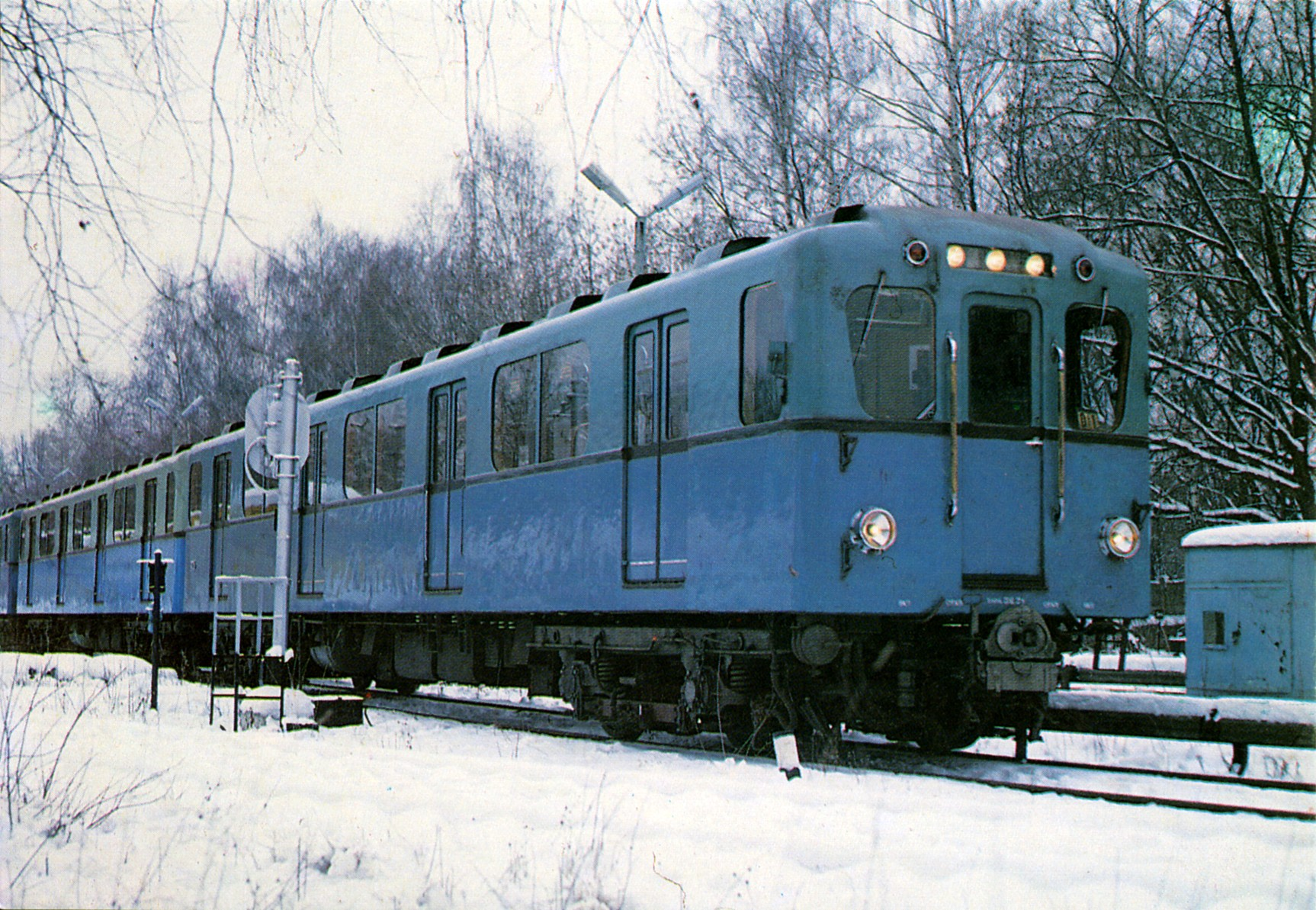
Ein Zug des Typs D

Nach Kriegsende nahm Metrowagonmasch die Weiterentwicklung und Herstellung der Ende der 1930er Jahre entwickelten Baureihe Г wieder auf. Die Serienproduktion setzte ab 1947 ein. Im Gegensatz zu den А/Б-Zügen erfolgte die Stromabnahme bei der neuen Baureihe über alle Wagen, die Höchstgeschwindigkeit wurde von 65 auf 75 Kilometer pro Stunde erhöht. Auch wurden Verbesserungen bei der Wagenkastenkonstruktion, der elektrischen Ausrüstung und dem Bremssystem vorgenommen. Insgesamt galten die Wagen dieser Baureihe bei Abschluss der Entwicklungsphase als technisch sehr fortgeschritten und zuverlässig. Da die Wagen in den ersten Nachkriegsjahren noch nicht in ausreichender Stückzahl hergestellt werden konnten, blieben die Berliner B-Züge noch bis 1961 parallel zur neuen Baureihe in Betrieb.
Nachdem Ende der 1940er Jahre der Parallelbetrieb der Baureihen B und Г in der Metro Moskau begonnen hatte, beschloss Metrowagonmasch, bei der Entwicklung eines neuen Zugtyps vor allem darauf zu setzen, die technischen Vorteile beider Reihen miteinander zu verbinden. Bereits 1949 verließen die fünf Probewagen das Werk. Sie erhielten zunächst die Bezeichnung M5. Die Entwicklung der neuen Baureihe wurde 1955 abgeschlossen. Sie wurde unter der endgültigen Bezeichnung Д serienmäßig hergestellt. Äußerlich gab es kaum Unterschiede gegenüber der Vorgängerbaureihe Г, wohl aber technisch: Die Leermasse der Wagen wurde von 43,7 auf 36,2 Tonnen reduziert, die Beleuchtung und die Ventilation des Fahrgastraumes wurden verbessert. Die Wagen der noch bis 1963 hergestellte Baureihe waren bis 1995 im Einsatz, zuletzt auf der Linie 3.

#### DieE-Familie

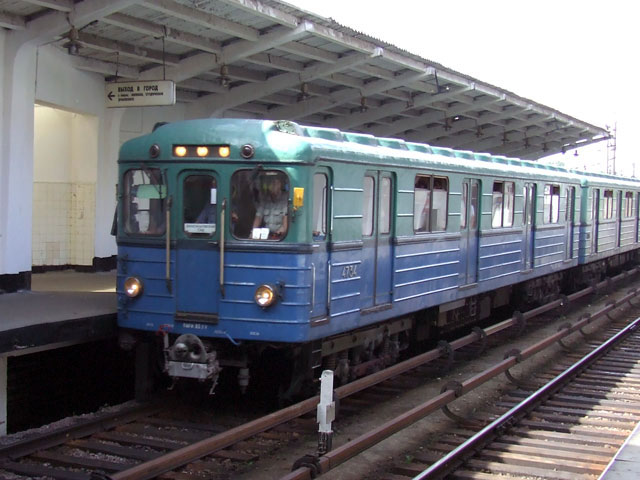
Ein Zug des Typs E im Einsatz auf der Filjowskaja-Linie

Die Züge der Baureihe E/Ем/Еж wurden von Metrowagonmasch als Nachfolgebauart der Reihe Д Ende der 1950er Jahre entwickelt. Die ersten Wagen entstanden 1959, die Serienproduktion begann 1963 und lief bis Mitte der 1970er Jahre. Die E-Wagen hatten gegenüber dem Vorgängermodell eine etwas modifizierte äußere Gestaltung des Wagenkastens, ferner eine Reihe von technischen Verbesserungen, die unter anderem auf eine höhere Leistung abzielten. So betrug die konstruktive Höchstgeschwindigkeit 90 statt bisher 75 km/h, die Leermasse der Wagen wurde nochmals, auf 31,5 Tonnen, reduziert, die Türbreite gegenüber den Vorgängerbauarten um gut ein Fünftel vergrößert, um eine schnellere Zugabfertigung an den Stationen zu ermöglichen. Die Anfahrbeschleunigung erhöhte sich trotz Reduktion der Fahrmotorleistung (4 mal 68 kW) auf 1,3 m/s2. In jedem Wagen gibt es einen Führerstand. Sie sind einzeln fahrbar und freizügig kuppelbar. Die Scharfenbergkupplungen kuppeln die pneumatischen und elektrischen Verbindungen einschließlich der Steuerleitungen für die Vielfachsteuerung mit. Die kleinste im Betrieb einsetzbare Zugeinheit besteht aus zwei Wagen. Der Fahrgastraum wurde mit einem verbesserten Lüftungssystem ausgestattet. 1964 wurden Wagen der neuen Baureihe erstmals auch nach Leningrad und Kiew ausgeliefert, 1965 und 1967 folgten die gerade neu eröffneten U-Bahnen von Tbilissi und Baku.

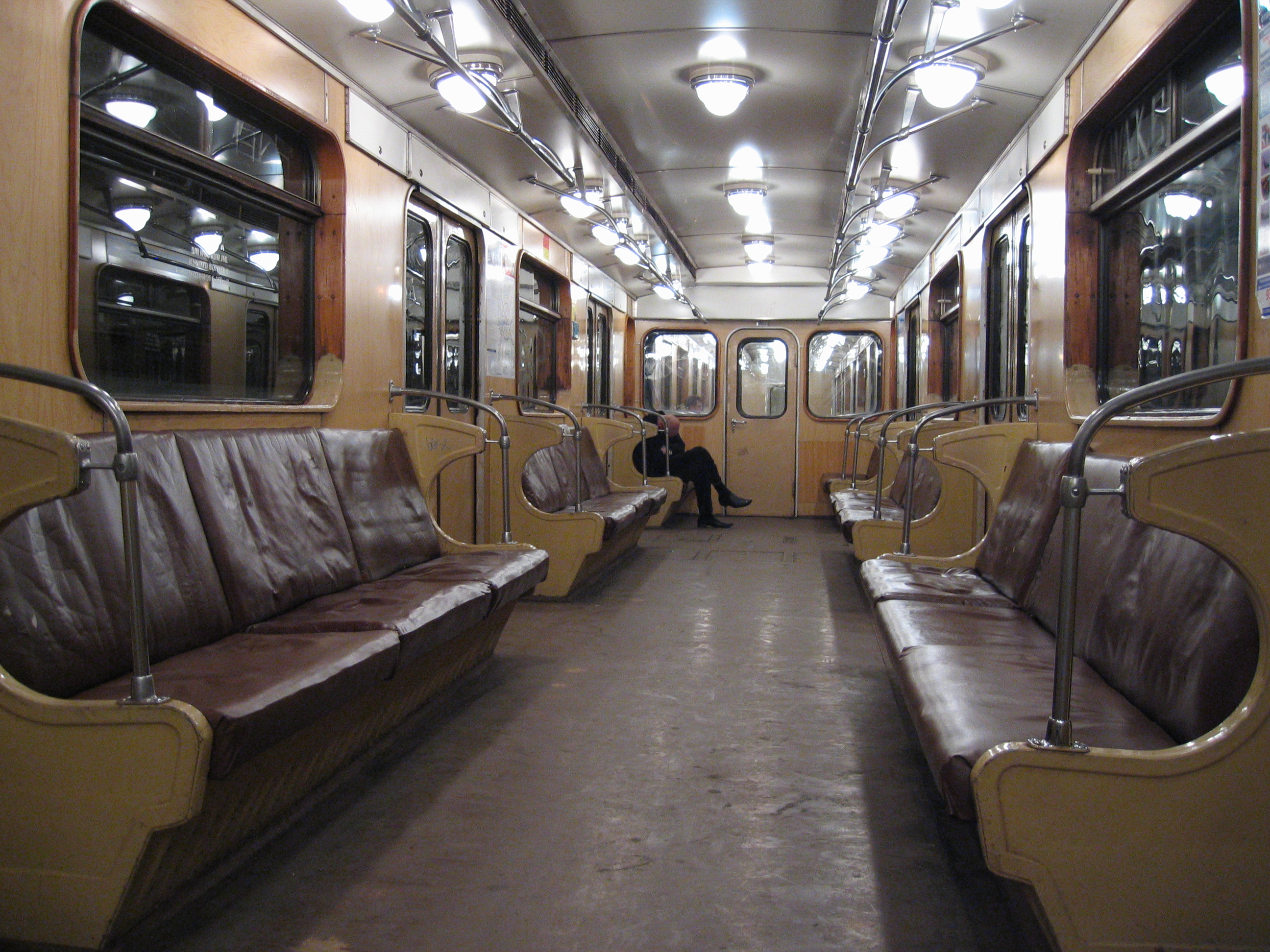
Innenansicht Baureihe E/Ем/Еж

Die Baureihe wurde viele Jahre permanent weiterentwickelt und modifiziert. Neben diversen technischen Neuerungen am eigentlichen Modell E, welches noch bis 1969 hergestellt wurde, entstanden in den 1960er-Jahren auch die Modifikationen Ем und Еж. Die erstere wurde für den Betrieb in Sankt Petersburg notwendig, wo es im Gegensatz zur Moskauer Metro Stationen mit Bahnsteigtüren gibt, an denen gewöhnliche E-Züge wegen des gegenüber der Vorgängerbaureihe geringeren Abstandes zwischen den Türen nicht halten können. Von diesem Wagentyp entstanden bis 1977 zusätzlich einige Modifikationen wie Ем-501, Ем-508, Ем-508T, Ема oder Емх, ferner eine speziell für die Metró Budapest entwickelte und dort noch bis 2018 eingesetzte Version Ев sowie Ечс (Ečs) für Prag, wo sie bis 1997 im Einsatz war. Die Ausführung Еж sowie die Modifikationen Еж1 (vorgesehen vor allem für die Verwendung als Mittelwagen, obwohl ebenfalls ein Führerstand vorhanden ist) und Еж3 (entwickelt 1973 als Nachfolger des Triebwagens mit Führerstand Еж) wurde von 1970 an hergestellt und war der zuletzt hergestellte Wagentyp der E-Baureihe, bis die Produktion Ende der 1970er-Jahre endgültig eingestellt wurde. Sowohl die Bauarten Ем als auch Еж unterscheiden sich lediglich technisch vom ursprünglichen Typ, äußerlich sehen sie alle – abgesehen von den Budapester und Prager Modifikationen, die andere Anstriche erhielten – weitgehend gleich aus.

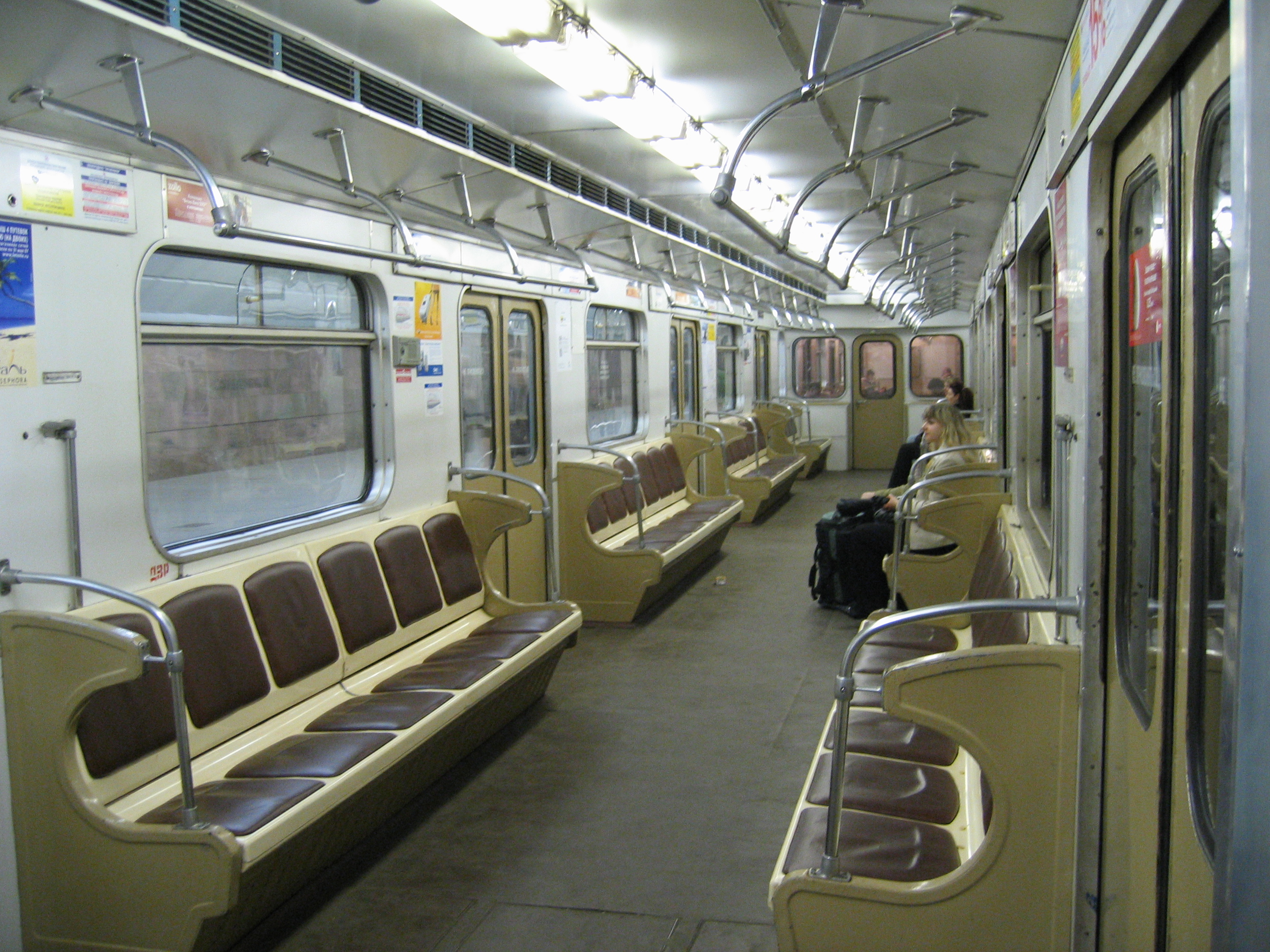
Innenansicht Ем508Т (modernisiert)

Heute sind Züge der Baureihe E/Ем/Еж in der Metro Moskau, nachdem sie bis 2009 auf der Linie 4 und bis 2011 auf der Linie 3 vollständig durch die Baureihe 81-740/741 ersetzt wurden, nur noch auf der Linie 7 im Einsatz. Sie wird von Fahrzeugen der Modifikationen Еж3 und Ем508Т befahren. Zwischen 2003 und 2011 wurden alle Wagen generalüberholt. Damit verlängerte sich ihre Nutzungsdauer um weitere 15 Jahre. Bei dieser Modernisierung wurden unter anderem die Führerstände in den in Zugmitte laufenden Wagen ausgebaut, womit zusätzlicher Platz für den Fahrgastraum gewonnen wurde. Damit entfiel jedoch die Möglichkeit der freizügigen Zugbildung.

### Aktuell eingesetzte Fahrzeuge

#### Baureihe 81-717/714

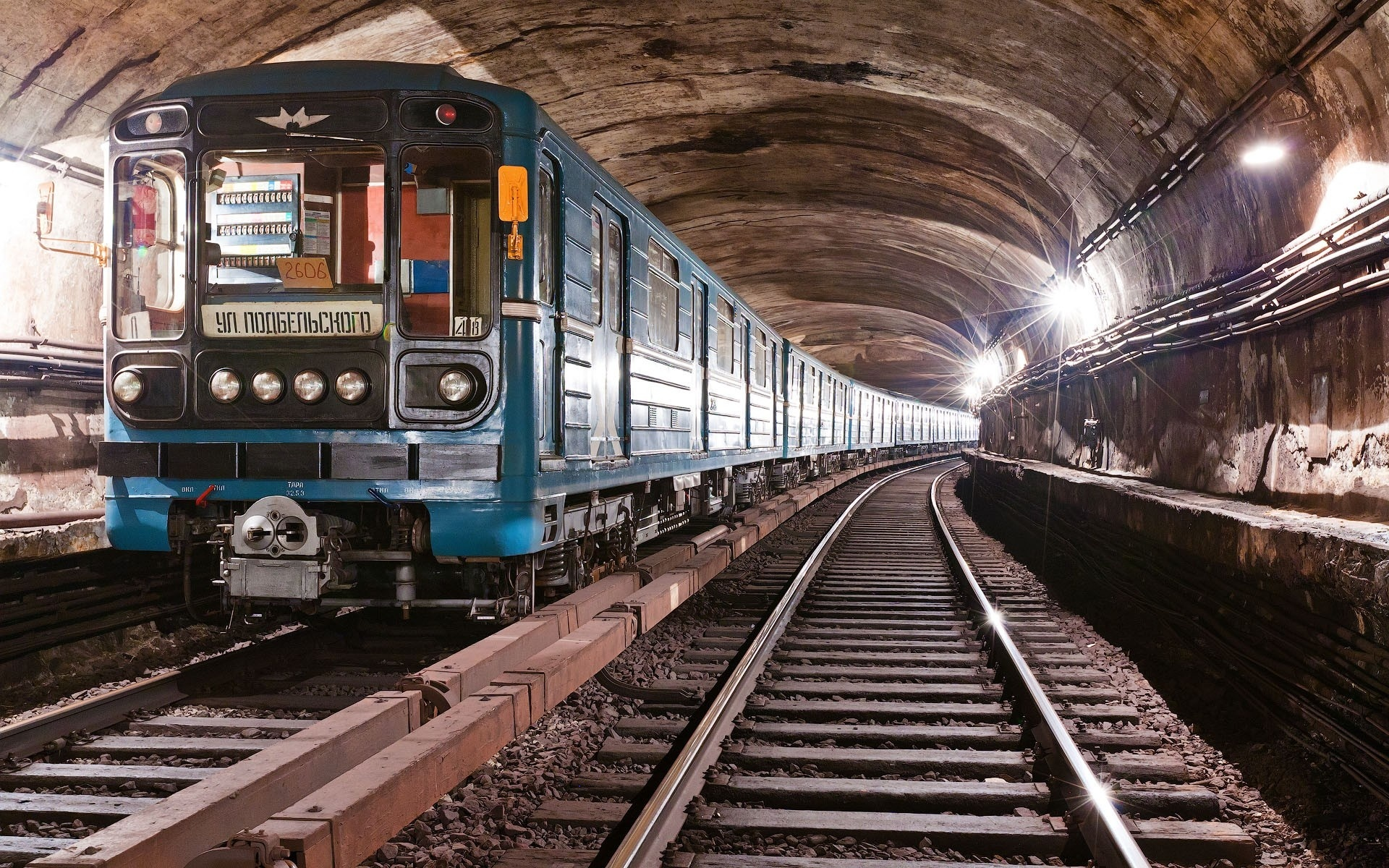
Ein Zug der Baureihe 81-717.5M/714.5M

Die ältesten Fahrzeuge sind die sogenannten Nomernyje-Züge, also die Baureihe 81-717/714, die ab Ende der 1970er-Jahre anstelle der E-Modifikationen produziert wurde. Erstmals erhielt nicht mehr jeder Wagen einen Führerstand. Damit wurde zwar die freizügige Zugbildung eingeschränkt, jedoch vergrößert sich der nutzbare Fahrgastraum deutlich. Die Triebwagen mit Führerstand erhielten die Typenbezeichnung 81-717, die ohne Führerstand 81-714. Aus Fahrgastsicht auffällig ist die Beleuchtung mit Leuchtstofflampen; damit wurde der Innenraum gegenüber der Reihe E deutlich heller. Die im Wesentlichen auf Basis der E-Züge erarbeitete Baureihe sollte dabei ursprünglich nur eine Zwischenlösung sein, um den im Zusammenhang mit den Olympischen Spielen erwarteten Anstieg des Fahrgastaufkommens aufzufangen; die eigentliche Nachfolgebaureihe sollte die sich parallel in der Entwicklungsphase befindliche, gänzlich neuartige Baureihe И sein. Aufgrund diverser technischer Mängel musste jedoch Jahre später deren Entwicklung eingestellt werden; die Fahrzeuge kamen weder in die Serienproduktion noch in regulären Einsatz.
Stattdessen wurden die wesentlich robusteren Nomernyje mehrfach modifiziert und weiterentwickelt. Die Serienproduktion wurde noch 1978 aufgenommen. Neben der höheren Platzkapazität fallen die Züge gegenüber den Vorgängermodellen durch ein moderneres Stirnfrontdesign und eine in mehrfacher Hinsicht verbesserte Gestaltung des Fahrgastraumes auf. Auf der Basis des im Jahre 1976 entwickelten Modells 81-717/714 entstanden bis in die 2000er-Jahre mehrere Nachfolgemodelle, darunter:
- 81-717.5/714.5 – entwickelt 1987, später und noch bis heute eingesetzt in fast allen U-Bahnen der ehemaligen Sowjetunion,
- 81-717.5M/714.5M – entwickelt 1993 und produziert bis heute, im Einsatz in der Moskauer sowie der Kiewer Metro, und
- 81-717.6/714.6 – entwickelt 2007, später und noch bis heute, im Einsatz in der Moskauer und Nischni Nowgorod, und
- 81-717.5A/714.5A – entwickelt 2010, später und noch bis heute.

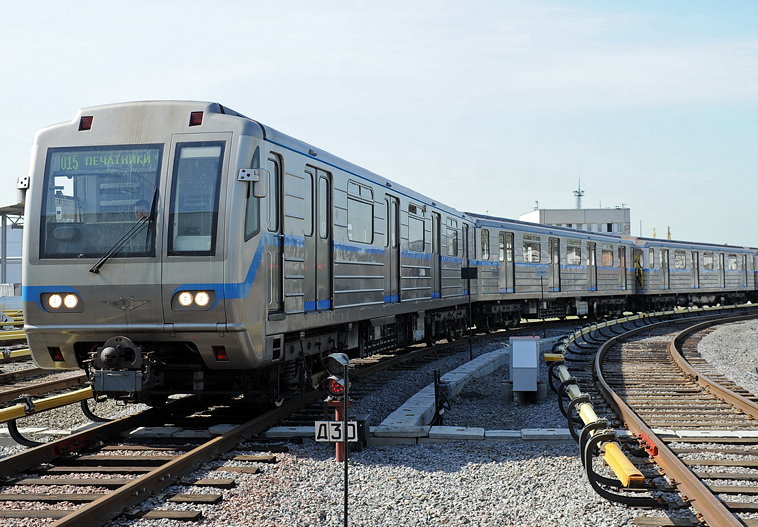
Ein Zug der Baureihe 81-717.6/714.6
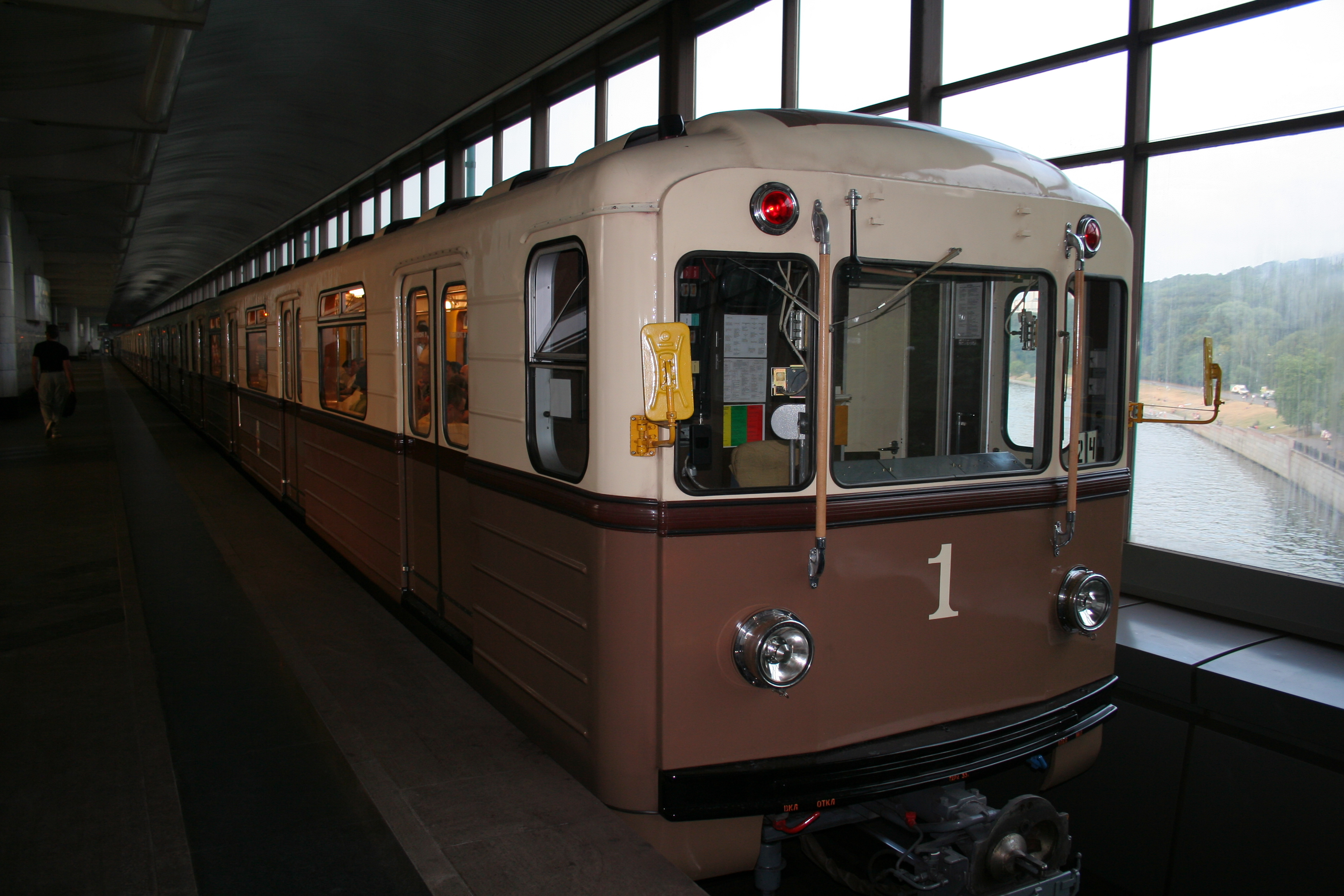
Ein Zug der Baureihe 81-717.5A/714.5A

#### Baureihe 81-720/721Jausa

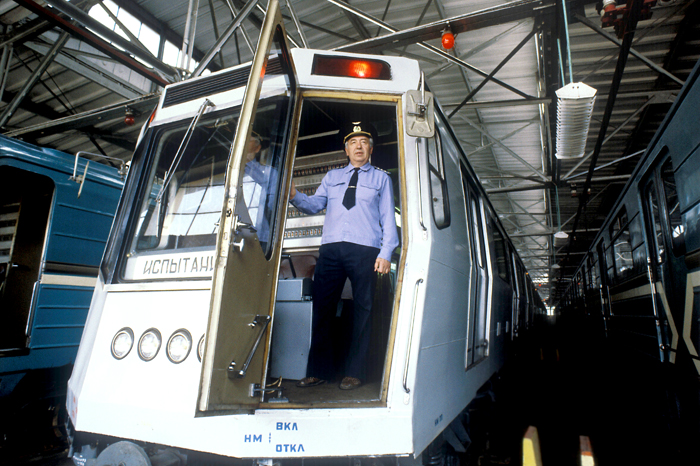
Ein Zug der Baureihe И-2 (81-715.2/716.2)

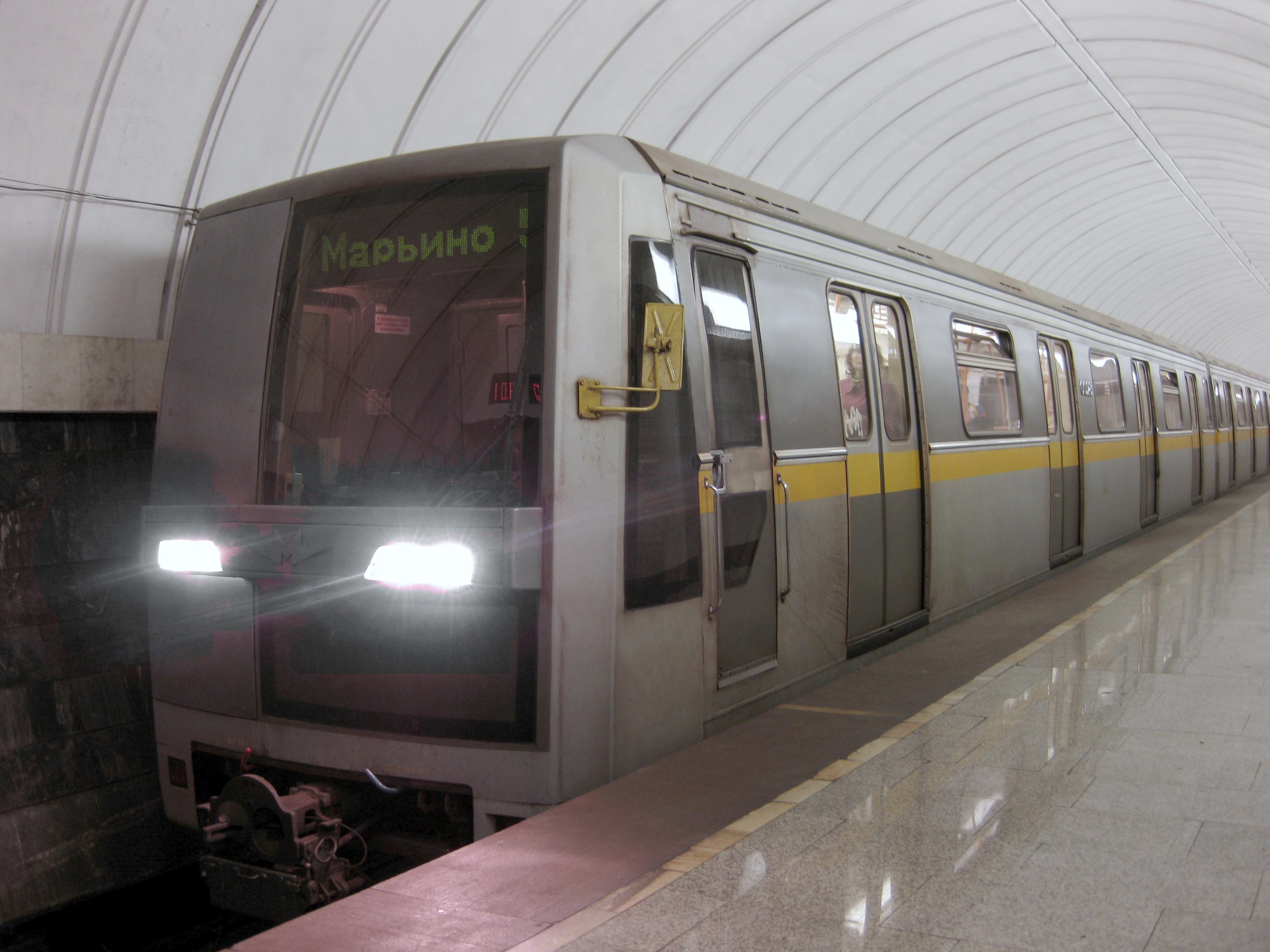
Ein Zug der Baureihe 81-720/721 im Einsatz auf der Linie 10

Die in den 1980er Jahren gescheiterte Baureihe И hatte Metrowagonmasch Anfang der 1990er als Basis für die Erarbeitung einer Baureihe der neuen Generation genommen. Erstmals wurden die neuen Züge 1993 präsentiert; ihr Wagenkasten erinnerte samt Türen von der Form her geringfügig an die Versuchswaggons aus den 1970er Jahren. Die neben ihrer primären Baureihenbezeichnung auch den (an den gleichnamigen Fluss angelehnten) Namen Jausa tragenden Züge weisen mit gut fünf Jahren die wohl längste Zeitspanne zwischen der erstmaligen Herstellung und dem Beginn des regulären Einsatzes in der Geschichte des Metrowagonmasch-Werkes auf. Ein Grund hierfür war der wirtschaftliche Zusammenbruch Russlands in den 1990er Jahren. Dadurch mangelte es an finanziellen Mitteln sowohl für die Entwicklung als auch für die Anschaffung neuer U-Bahn-Fahrzeuge.
Erst im Juni 1998 kamen die ersten Jausas zum Einsatz auf der Linie 10 der Moskauer Metro. Die Züge haben im Vergleich zur Baureihe 81-717/714 ein neuartiges Außendesign, verfügen über einen elektronischen Fahrtzielanzeiger und haben eine verbesserte Brandschutzausrüstung und Motorleistung. Auch der Fahrgastraum erhielt eine neue Innengestaltung und eine verbesserte Schalldämmung. Jedoch kam es auch nach mehrfachen Ausbesserungen zu technischen Pannen mit den Jausas, die bei ihrem Einsatz auf der Linie 10 zu Zugausfällen führten. Deshalb stellte Metrowagonmasch 2002 die drei Jahre zuvor aufgenommene Serienherstellung der Baureihe ein. Insgesamt lieferte der Hersteller 49 Wagen des Typs Jausa. Sie werden auf der Ljublinsko-Dmitrowskaja-Linie in Zugverbänden mit sieben Wagen neben denen der Reihe 81-717/714 eingesetzt. Einige der Wagen des Typs Jausa wurden im Sommer 2008 ins Depot Samoskworezkoje für den Einsatz auf der Kachowskaja-Linie verlegt.

#### Baureihe 81-740/741Russitsch

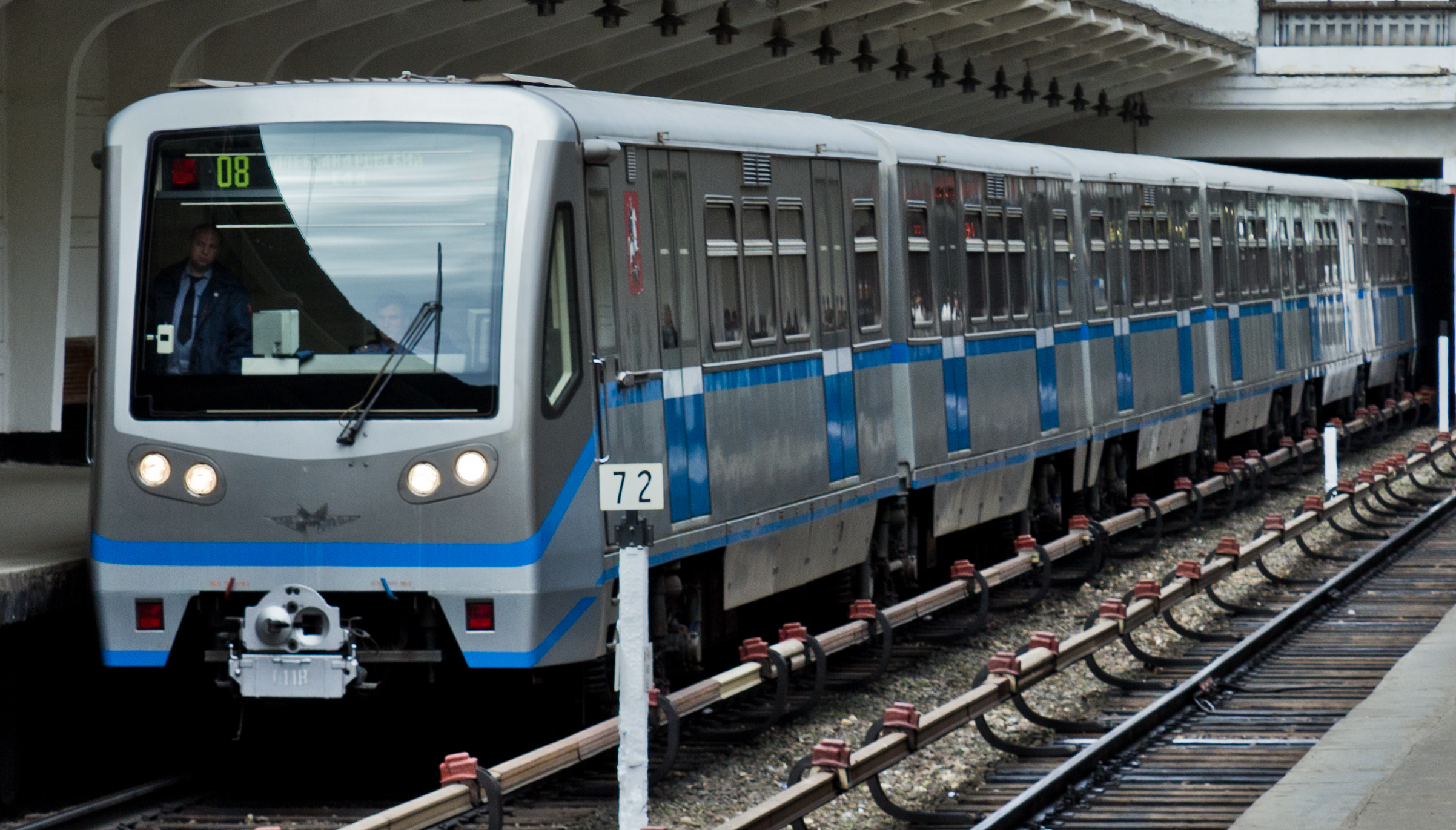
Ein Zug der Baureihe 81-740/741 an der Station Fili, Linie 4

Seit 2002 wurde die Baureihe 81-740/741, auch Russitsch genannt, produziert. Sie wurde von Metrowagonmasch in den Jahren 2001 bis 2002 anfangs vor allem für die Verwendung auf den sogenannten Light-Metro-Linien entwickelt. Die erstmalige Umsetzung des rückspeisefähigen Drehstromantriebes hat die Effizienz der Fahrzeuge enorm erhöht. Technisch sind sie im Prinzip auch auf jeder anderen Linie einsetzbar, faktisch jedoch, aufgrund ihrer im Vergleich zur Baureihe 81-717/714 relativ geringen Platzkapazität, nur auf bestimmten, relativ schwach ausgelasteten Linien. Bei der Entwicklung der Russitsch-Züge wurde zu einem großen Teil die Baureihe Jausa als Basis genommen, allerdings mit zahlreichen Veränderungen sowohl im Äußeren als auch im Inneren. Seit 2003 ist die Baureihe 81-740/741 auf der im selben Jahr in Betrieb genommenen Linie L1 im alleinigen Einsatz, 2005–2009 wurde die Linie 4, 2006–2011 die Linie 3 sowie 2009–2011 die Linie 5 komplett auf diese Fahrzeuge umgestellt.

#### Baureihe 81-760/761/763Oka
Von 2005 bis 2010 entwickelte Metrowagonmasch für die Moskauer Metro mit 81-760/761 Oka eine weitere Baureihe, deren Züge die Hauptvorteile der Reihen 81-720/721 und 81-740/741 in sich vereinigen sollen, gleichzeitig aber geringere Produktions- und somit Anschaffungskosten aufweisen. Die ersten Probeexemplare wurden Anfang 2010 an das Depot Sokol ausgeliefert, die offizielle Präsentation der Baureihe wurde Mitte 2010 durchgeführt. Die Serienproduktion dieser Züge wurde 2012 aufgenommen.

#### Baureihe 81-765/766/767Moskau
Metrowagonmasch entwickelte die Baureihe Oka zur Baureihe 81-765/766/767 Moskau weiter. Diese Fahrzeuge verkehren auf den Linien 1, 4, 4A, 6, 7, und 15. Außerhalb Moskaus werden sie in Kasan, Baku und Taschkent eingesetzt.

#### Baureihe 81-775/776/777Moskau-2020
Als erneute Weiterentwicklung wurde im Oktober 2020 die Baureihe Moskau-2020 vorgestellt. Von diesem Typ wurden 168 Züge ausgeliefert. Gegenüber der ursprünglichen Serie haben die Moskau-2020 eine andere Frontgestaltung, auf 1,6 Meter verbreiterte Wagenübergänge und verbesserte Türen. Diese sind einfachere Schiebetüren statt Schwenkschiebetüren. Gegenüber ihren Vorgängern sind sie mit 1,6 Metern breiter und bestehen fast vollständig aus Glas. Das Türschließen und -öffnen wird mit farbigen LED-Streifen signalisiert.
Für die Linie 2 wird der Fahrzeugtyp Moskau-2024 ausgeliefert, der wiederum eine überarbeitete Front aufweist.
Die Fahrzeuge des Typs Moskau verfügen unter anderem über USB-Anschlüsse für die Fahrgäste, in einem Moskau-2020-Achtwagenzug sind bis zu 368 Buchsen eingebaut.

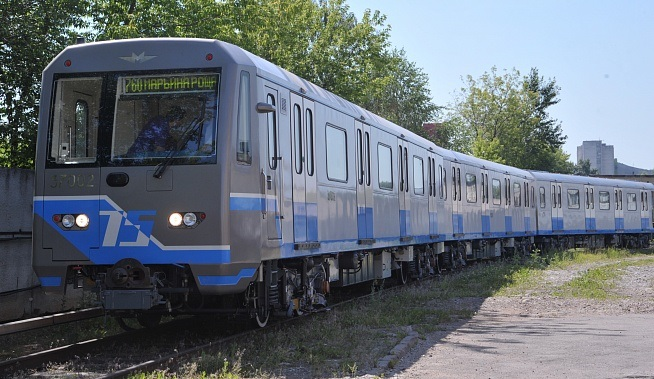
Ein Zug der Baureihe 81-760/761 Oka
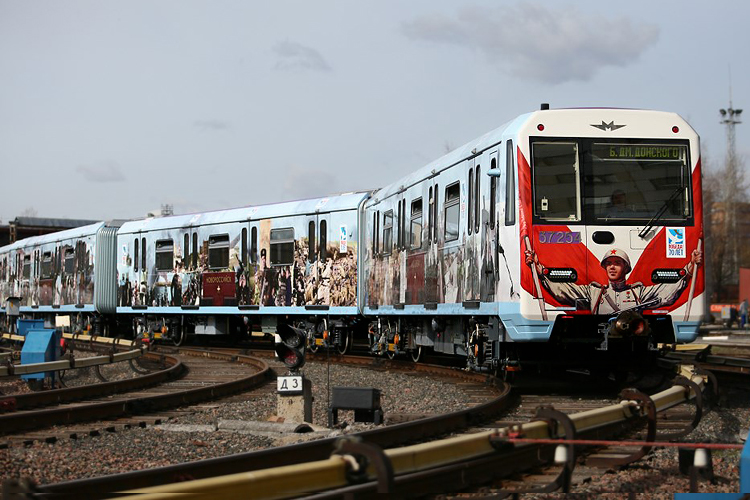
Ein Zug der Baureihe 81-760A/761A/763A
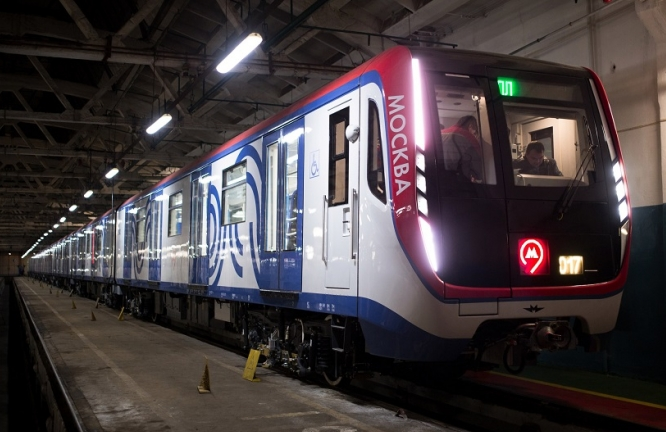
Ein Zug der Baureihe 81-765/766/767 Moskau
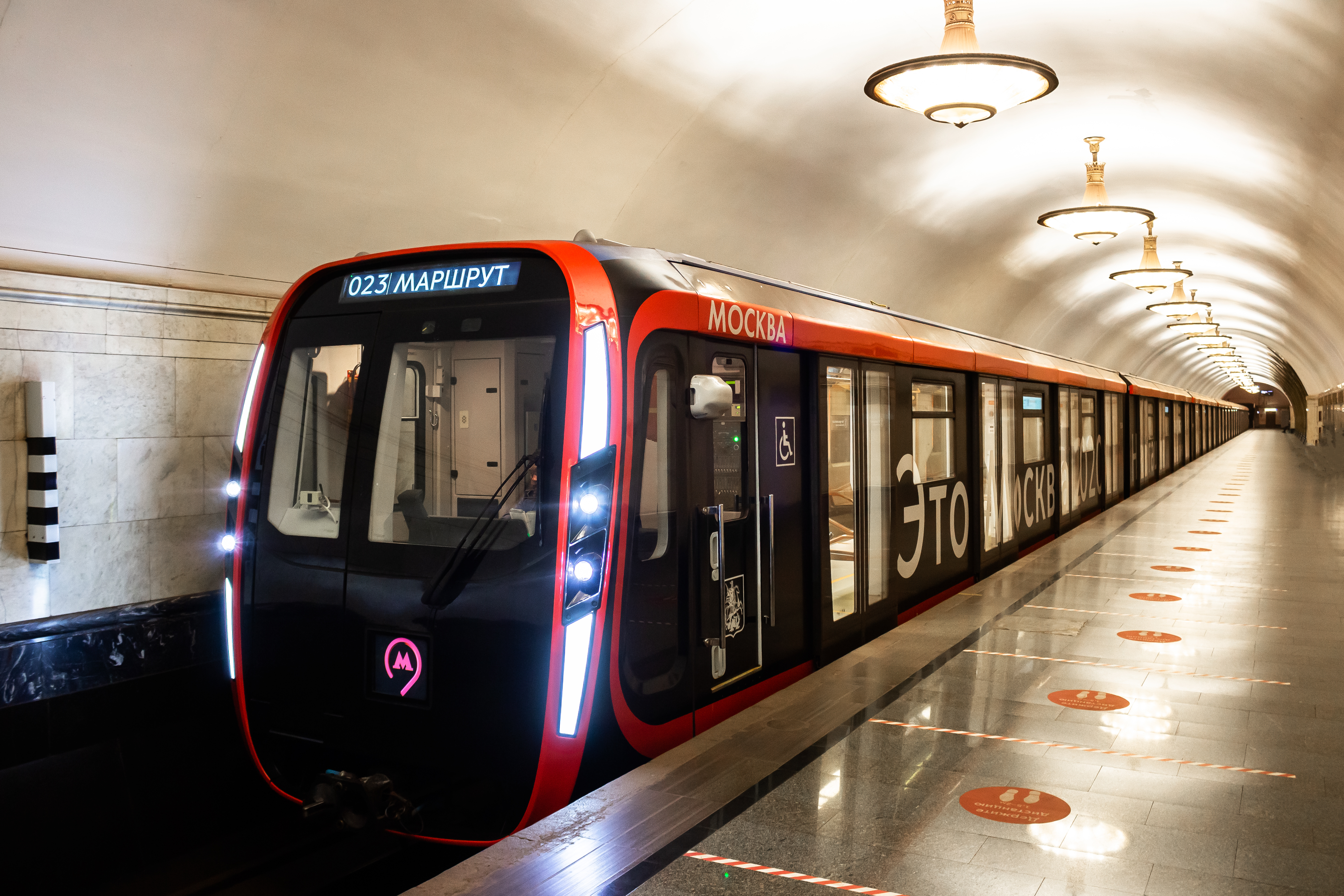
Weiterentwicklung Moskau-2020
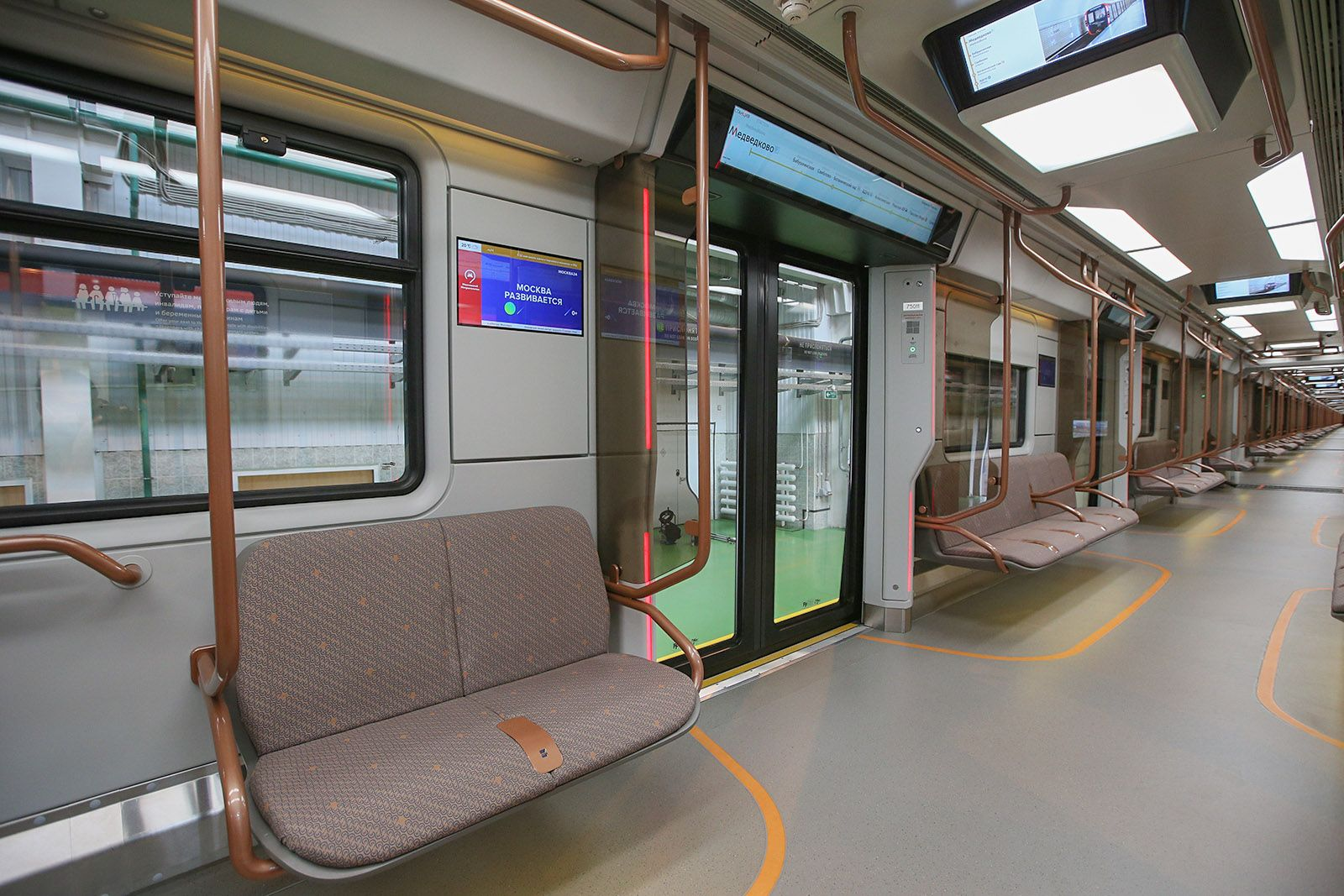
Innenraum eines Moskau-2020

### Fahrzeugdepots

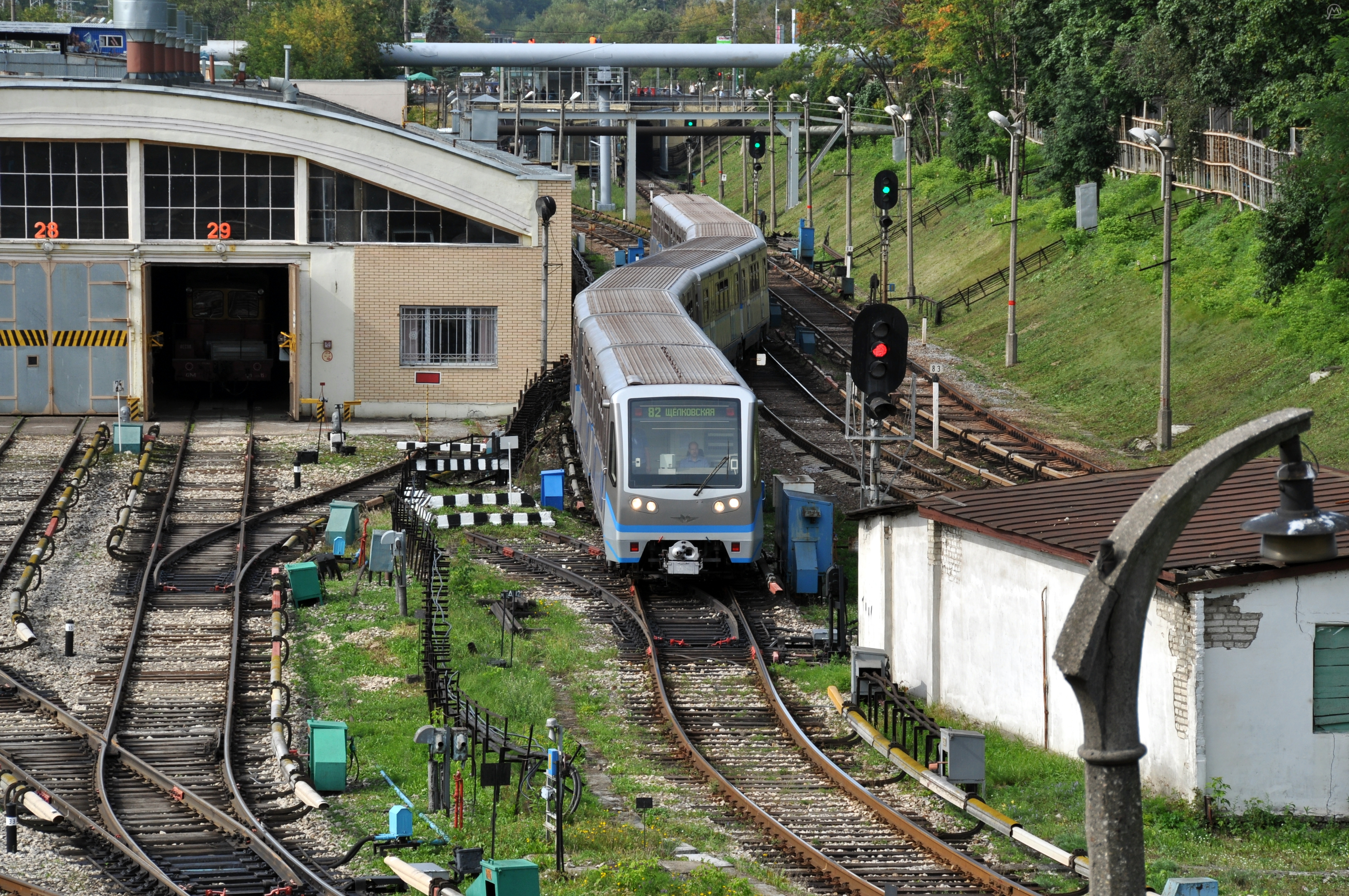
Ein Zug der Baureihe 81-740/741 an der Einfahrt zum Depot Fili

Die in der Metro Moskau fahrenden Züge werden in insgesamt 22 Depots unterhalten. Dabei hat grundsätzlich jede Linie jeweils ihr Depot für alle Fahrzeuge, die auf der Linie fahren; bestimmte größere Linien verfügen sogar über jeweils zwei eigene Depots. Alle Depots sind oberirdisch gelegen und mit den jeweiligen Strecken über Betriebsgleise verbunden, die von unterirdischen Strecken per Rampe auf die Oberfläche führen.
Die Funktionen eines jeden Depots erstrecken sich auf die planmäßige Reinigung, Wartung und Reparatur der Fahrzeuge. Außerdem sind die Triebwagenführer in einem bestimmten Depot angestellt; insbesondere haben sie sich dort vor Dienstbeginn einer routinemäßigen medizinischen Kontrolle zu unterziehen, die krankheitsbedingten Zugführerausfällen vorbeugen und damit einen reibungslosen Metrobetrieb sichern soll.
Die 22 Depots der Moskauer Metro sind im Einzelnen in der nachfolgenden Tabelle aufgelistet:
| Nr. | Depot            | Eröffnungsdatum    | Linie(n) | Betriebene Fahrzeugtypen                                                          | Standort                         |
| --- | ---------------- | ------------------ | -------- | --------------------------------------------------------------------------------- | -------------------------------- |
| 1   | Sewernoje        | 26. April 1935     |          | 81-717.5М/714.5М, 81-717.5А/714.5А, 81-740.1/741.1                                | 55° 46′ 53,5″ N, 37° 39′ 32,7″ O |
| 2   | Sokol            | 10. September 1938 |          | 81-717/714, 81-717.5/714.5, 81-717/714РУ2, 81-717.5М/714.5М, 81-775.2/776.2/777.2 | 55° 48′ 43,4″ N, 37° 30′ 48,6″ O |
| 3   | Ismailowo        | 14. Januar 1950    |          | 81-740.1/741.1, 81-740.4/741.4                                                    | 55° 47′ 20,9″ N, 37° 46′ 24,8″ O |
| 4   | Krasnaja Presnja | 1. April 1954      |          | 81-775/776/777                                                                    | 55° 46′ 9,1″ N, 37° 33′ 39,3″ O  |
| 5   | Kaluschskoje     | 13. Oktober 1962   |          | 81-765/766/767, 81-765.3/766.3/767.3, 81-765.4/766.4/767.4, 81-775/776/777        | 55° 39′ 31,2″ N, 37° 32′ 43,1″ O |
| 6   | Planernoje       | 28. Dezember 1975  |          | 81-765/766/767                                                                    | 55° 52′ 9,3″ N, 37° 26′ 12,3″ O  |
| 7   | Samoskworezkoje  | 10. Juli 1969      |          | 81-775/776/777                                                                    | 55° 38′ 42,1″ N, 37° 37′ 17,4″ O |
| 8   | Warschawskoje    | 4. November 1983   |          | 81-740/741, 81-740А/741А, 81-740.1/741.1, 81-740.4/741.4, 81-760/761              | 55° 38′ 15,2″ N, 37° 37′ 17″ O   |
| 9   | Fili             | 1. Januar 1962     |          | 81-765.2/766.2/767.2                                                              | 55° 44′ 39,6″ N, 37° 30′ 7,2″ O  |
| 10  | Swiblowo         | 30. September 1978 |          | 81-760/761, 81-765/766/767, 81-765.3/766.3/767.3                                  | 55° 51′ 33,9″ N, 37° 39′ 7,6″ O  |
| 11  | Wychino          | 31. Dezember 1966  |          | 81-765/766/767                                                                    | 55° 42′ 38,7″ N, 37° 49′ 45,5″ O |
| 12  | Nowogirejewo     | 30. Dezember 1979  |          | 81-760/761                                                                        | 55° 44′ 59″ N, 37° 50′ 13,3″ O   |
| 13  | Tscherkisowo     | 24. Juni 1990      |          | 81-765/766/767, 81-765.4/766.4/767.4                                              | 55° 48′ 28,2″ N, 37° 44′ 10,9″ O |
| 14  | Wladykino        | 1. März 1991       |          | 81-760/761                                                                        | 55° 51′ 0″ N, 37° 36′ 44,8″ O    |
| 15  | Petschatniki     | 27. Dezember 1995  |          | 81-717.5/714.5, 81-717.5М/714.5М, 81-717.6/714.6                                  | 55° 42′ 5,1″ N, 37° 43′ 4″ O     |
| 16  | Mitino           | 16. Juni 2015      |          | 81-740.1/741.1, 81-740.4/741.4                                                    | 55° 51′ 47″ N, 37° 21′ 43″ O     |
| 17  | Bratejewo        | 15. Januar 2014    |          | 81-717/714, 81-717.5/714.5, 81-717.5М/714.5М                                      | 55° 37′ 34″ N, 37° 46′ 12″ O     |
| 18  | Solnzewo         | 30. August 2018    |          | 81-760/761, 81-760А/761А/763А                                                     | 55° 38′ 20″ N, 37° 23′ 31″ O     |
| 19  | Lichobory        | 11. Juni 2018      |          | 81-717.5/714.5, 81-717.5М/714.5М                                                  | 55° 51′ 4″ N, 37° 33′ 22″ O      |
| 20  | Rudnjowo         | 3. Juni 2019       |          | 81-765.4/766.4/767.4                                                              | 55° 43′ 3″ N, 37° 55′ 19,3″ O    |
| 21  | Nischegorodskoje | 20. Februar 2023   |          | 81-775/776/777                                                                    | 55° 44′ 45,6″ N, 37° 41′ 49,2″ O |
| 22  | Aminjewskoje     | 9. Januar 2024     |          | 81-775/776/777                                                                    | 55° 42′ 21,7″ N, 37° 26′ 32,5″ O |

## Stationsansagen
Wie auch andernorts üblich, gibt es in Zügen der Metro Moskau automatische Ansagen der jeweils nächsten Station und der Umstiegsmöglichkeiten. Grundsätzlich erfolgt dies unmittelbar vor der Abfahrt sowie unmittelbar vor bzw. bei Ankunft an jeder Station. Im ersten Fall wird das Schließen der Türen verkündet und die nächste Station angesagt, im letzten Fall die aktuelle Station und ggf. die hier bestehenden Umsteigemöglichkeiten. Ist der Ausstieg rechts, wird das in beiden Fällen zusätzlich angekündigt. So lautet eine Standard-Ansage bei Abfahrt des Zuges: „Осторожно, двери закрываются, следующая станция …“ (zu deutsch: „Vorsicht, die Türen schließen sich, nächste Station ist …“) bzw. bei Ankunft des Zuges an einer jeden Station: „Станция …, переход на … линию“ („Station …, Übergang zur …-Linie“). Seit Frühjahr 2017 sind diese Ansagen auch auf Englisch. Hinzu kommen öfters zusätzliche Hinweise, dass man seine persönlichen Sachen beim Ausstieg nicht vergessen soll oder dass man den Platz Behinderten, älteren Menschen, Schwangeren und Fahrgästen mit Kindern überlassen soll.
Bei den Sprechern handelt es sich im Regelfall um (teilweise ehemalige) Radiomoderatoren, die vorgegebene Ansagetexte im Auftrag der Metro in einem Tonstudio des Moskauer Funkhauses aufnehmen. Eine Besonderheit bei der Moskauer Metro besteht darin, dass die Ansagen sowohl mit weiblichen als auch mit männlichen Stimmen erfolgen, wobei die Einteilung einem bestimmten Muster folgt: Die Ansagen in Zügen, die in Richtung des Stadtzentrums verkehren, werden von einer männlichen und Fahrten in Stadtrandrichtung mit einer weiblichen Stimme getätigt. Bei langen Nord-Süd- bzw. Ost-West-Linien erfolgt der Stimmenwechsel an einer bestimmten, dem Kreml am nächsten liegenden Station. Auf der Ringlinie erfolgt die Ansage bei Fahrten im Uhrzeigersinn mit einer männlichen und in Zügen gegen den Uhrzeigersinn mit einer weiblichen Stimme.
In Fahrzeugen der neuen Baureihen gibt es zudem elektronische Anzeigetafeln im Inneren des Fahrgastraumes, an denen die jeweils nächste Station mit Laufschrift angezeigt wird.

## Verschwörungstheorie zuMetro Zwei

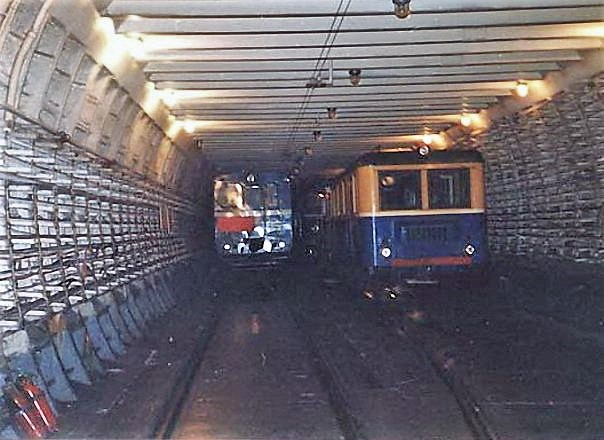
Rottentriebwagen DPS und AS1A auf der Linie D6

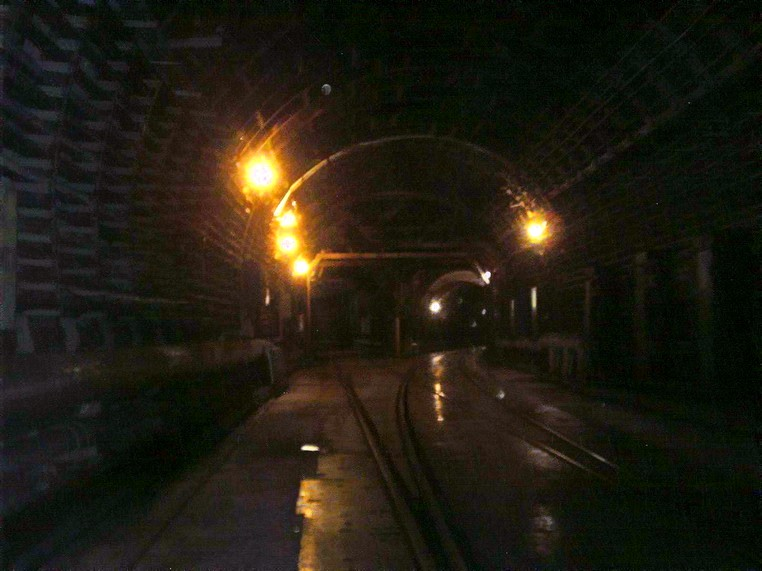
Tunnel der Linie D6 (Metro Zwei)

Seit langem hält sich hartnäckig die Verschwörungstheorie über die Metro Zwei: ein geheimes bis zu 150 Kilometer langes Zusatzsystem, das den Kreml mit strategisch wichtigen Punkten verbinden soll, etwa dem Regierungsflughafen Wnukowo-2, dem Regierungssanatorium Bor mit Kommandostelle des Generalstabs 60 Kilometer südlich von Moskau sowie der Zentralen Kommandostelle der Luftabwehr bei Sarja östlich von Moskau. Eine Reihe von Fakten spräche gemäß dieser Theorie für die Existenz eines geheimen Metronetzes: Eingänge in Stollen und Schächte unklarer Bedeutung, mit unbekanntem Ziel von der normalen Metro abzweigende Gleise; bekannte, aber in der normalen Metro nicht verkehrende Fahrzeuge; Präsidenten- bzw. Regierungsbeschlüsse, die teilweise ein nicht näher erläutertes spezielles Transportsystem betreffen. In den russischen Medien wurde darüber besonders zu Beginn der 1990er-Jahre berichtet, eine Bestätigung von offizieller Seite erfolgte jedoch nie. Die mutmaßliche Metro Zwei wurde in dem zuerst 1993 erschienenen Roman Moscoviada von Jurij Andruchowytsch erwähnt und thematisiert, ebenso wie in dem dystopischen Roman Metro 2033 von Dmitri Gluchowski.